# الطواف النسائي للاتحاد الدولي لكرة المضرب – 2015 (يوليو–سبتمبر)
الطواف النسائي للاتحاد الدولي لكرة المضرب هي نسخة عام 2015 من الجولة الثانية في لعبة كرة المضرب للمحترفات. تنظمها الاتحاد الدولي لكرة المضرب وهي درجة أقل من جولة رابطة محترفات التنس. يتضمن الطواف العالمي لكرة المضرب النسائية برعاية الاتحاد الدولي لكرة المضرب بطولات بجوائز مالية تتراوح من $15،000 إلى $100،000.

## المواسم
| مواسم الطواف العالمي لكرة المضرب النسائية برعاية الاتحاد الدولي لكرة المضرب | مواسم الطواف العالمي لكرة المضرب النسائية برعاية الاتحاد الدولي لكرة المضرب | مواسم الطواف العالمي لكرة المضرب النسائية برعاية الاتحاد الدولي لكرة المضرب | مواسم الطواف العالمي لكرة المضرب النسائية برعاية الاتحاد الدولي لكرة المضرب | مواسم الطواف العالمي لكرة المضرب النسائية برعاية الاتحاد الدولي لكرة المضرب | مواسم الطواف العالمي لكرة المضرب النسائية برعاية الاتحاد الدولي لكرة المضرب | مواسم الطواف العالمي لكرة المضرب النسائية برعاية الاتحاد الدولي لكرة المضرب | مواسم الطواف العالمي لكرة المضرب النسائية برعاية الاتحاد الدولي لكرة المضرب | مواسم الطواف العالمي لكرة المضرب النسائية برعاية الاتحاد الدولي لكرة المضرب | مواسم الطواف العالمي لكرة المضرب النسائية برعاية الاتحاد الدولي لكرة المضرب |
| تسعينيات القرن العشرين                                                      | تسعينيات القرن العشرين                                                      | تسعينيات القرن العشرين                                                      | تسعينيات القرن العشرين                                                      | تسعينيات القرن العشرين                                                      | تسعينيات القرن العشرين                                                      | تسعينيات القرن العشرين                                                      | تسعينيات القرن العشرين                                                      | تسعينيات القرن العشرين                                                      | تسعينيات القرن العشرين                                                      |
| --------------------------------------------------------------------------- | --------------------------------------------------------------------------- | --------------------------------------------------------------------------- | --------------------------------------------------------------------------- | --------------------------------------------------------------------------- | --------------------------------------------------------------------------- | --------------------------------------------------------------------------- | --------------------------------------------------------------------------- | --------------------------------------------------------------------------- | --------------------------------------------------------------------------- |
| 1994                                                                        | 1995                                                                        | 1995                                                                        | 1996                                                                        | 1997                                                                        | 1998                                                                        | 1999                                                                        |                                                                             |                                                                             |                                                                             |
| العقد الأول من القرن 21                                                     |                                                                             |                                                                             |                                                                             |                                                                             |                                                                             |                                                                             |                                                                             |                                                                             |                                                                             |
| 2000                                                                        | 2001                                                                        | 2002                                                                        | 2003                                                                        | 2004                                                                        | 2005                                                                        | 2006                                                                        | 2007                                                                        | 2008 الربع الأول · الربع الثاني · الربع الثالث                              | 2009                                                                        |
| العقد الثاني من القرن 21                                                    |                                                                             |                                                                             |                                                                             |                                                                             |                                                                             |                                                                             |                                                                             |                                                                             |                                                                             |
| 2010 الربع الأول · الربع الثاني · الربع الثالث · الربع الرابع               | 2011 الربع الأول · الربع الثاني · الربع الثالث · الربع الرابع               | 2012 الربع الأول · الربع الثاني · الربع الثالث · الربع الرابع               | 2013 الربع الأول · الربع الثاني · الربع الثالث · الربع الرابع               | 2014 الربع الأول · الربع الثاني · الربع الثالث · الربع الرابع               | 2015 الربع الأول · الربع الثاني · الربع الثالث · الربع الرابع               | 2016 الربع الأول · الربع الثاني · الربع الثالث · الربع الرابع               | 2017 الربع الأول · الربع الثاني · الربع الثالث · الربع الرابع               | 2018 الربع الأول · الربع الثاني · الربع الثالث · الربع الرابع               | 2019 الربع الأول · الربع الثاني · الربع الثالث · الربع الرابع               |
| العقد الثالث من القرن 21                                                    |                                                                             |                                                                             |                                                                             |                                                                             |                                                                             |                                                                             |                                                                             |                                                                             |                                                                             |
| 2020 الربع الأول · الربع الثاني · الربع الثالث · الربع الرابع               | 2021 الربع الأول · الربع الثاني · الربع الثالث · الربع الرابع               | 2022 الربع الأول · الربع الثاني · الربع الثالث · الربع الرابع               | 2023 الربع الأول · الربع الثاني · الربع الثالث · الربع الرابع               | 2024 الربع الأول · الربع الثاني · الربع الثالث · الربع الرابع               | 2025 الربع الأول · الربع الثاني · الربع الثالث · الربع الرابع               |                                                                             |                                                                             |                                                                             |                                                                             |

## المفتاح
| الفئات      | القيمة المالية |
| بطولات W100 | $100,000       |
| بطولات W75  | $75,000        |
| بطولات W50  | $50,000        |
| بطولات W25  | $25,000        |
| بطولات W15  | $15,000        |
| بطولات W10  | $10,000        |

## الأشهر

### يوليو
| الأسبوع  | البطولة | الفائزات                                                     | الوصيفات                                       | المتأهلات لنصف النهائي                    | المتأهلات لربع النهائي                                                     |
| -------- | --- | ------------------------------------------------------------ | ---------------------------------------------- | ----------------------------------------- | -------------------------------------------------------------------------- |
| 6 يوليو  | Lorraine Open 88 كونتركسفيل، فرنسا ملعب ترابي $100،000 Singles – Doubles                                                      | ألكسندرا دولغيرو 6–3، 1–6، 7–5                               | يوليا بوتنتسيفا                                | تيليانا بيريرا دانكا كوفينتش              | لورديس دومينغيز لينو ستيفاني فوجيلي سورانا كريستيا تيريزا سميتكوفا         |
| 6 يوليو  | Lorraine Open 88 كونتركسفيل، فرنسا ملعب ترابي $100،000 Singles – Doubles                                                      | أوكسانا كالاشنيكوفا دانكا كوفينتش 2–6، 6–3، [10–6]           | إيرينا رامياليسون كونستانس سيبيل               | تيليانا بيريرا دانكا كوفينتش              | لورديس دومينغيز لينو ستيفاني فوجيلي سورانا كريستيا تيريزا سميتكوفا         |
| 6 يوليو  | Reinert Open فرسمولد، ألمانيا ملعب ترابي $50،000 Singles – Doubles                                                            | كارينا ويثوفت 6–3، 6–3                                       | يوهانا لارسون                                  | لورا سيجموند ستيفاني فوجت                 | ريتشل هوجينكامب آنا لينا فريدسام آن شافير كوني بيرين                       |
| 6 يوليو  | Reinert Open فرسمولد، ألمانيا ملعب ترابي $50،000 Singles – Doubles                                                            | إيفا هردينوفا شاحار بئير 6–1، 6–3                            | ألونا فوما صوفيا كوفاليتس                      | لورا سيجموند ستيفاني فوجت                 | ريتشل هوجينكامب آنا لينا فريدسام آن شافير كوني بيرين                       |
| 6 يوليو  | كأس بورصة بورصة (مدينة)، تركيا ملعب ترابي $50،000 Singles – Doubles                                                           | ايبك سويلو 7–5، 3–6، 6–1                                     | أناستازيا سيفاستوفا                            | إليزافيتا كوليتشكوفا صوفيا شاباتافا       | لورا بوس تيو يانا فيت باربورا كرجتشيكوفا تشانغ شواي                        |
| 6 يوليو  | كأس بورصة بورصة (مدينة)، تركيا ملعب ترابي $50،000 Singles – Doubles                                                           | مارينا ميلنيكوفا لورا بوس تيو 6–4، 6–4                       | صوفيا شاباتافا أناستاسيا فاسيليفا              | إليزافيتا كوليتشكوفا صوفيا شاباتافا       | لورا بوس تيو يانا فيت باربورا كرجتشيكوفا تشانغ شواي                        |
| 6 يوليو  | تورينو، إيطاليا ملعب ترابي $25،000 قرعة المباريات الفردية والزوجية                                                            | أليز ليم 3–6، 6–4، 6–4                                       | ديا إفتيموفا                                   | رومينا أوبراندي برناردا بيرا              | جورجيا بريسيا ليزا ماريا موزر جوليا جاتو مونتيكوني كورنيليا ليستر          |
| 6 يوليو  | تورينو، إيطاليا ملعب ترابي $25،000 قرعة المباريات الفردية والزوجية                                                            | زينيا كنول أليس ماتيوكسي 6–2، 7–5                            | سوزان سيليك ديانا مارسنكفيتشا                  | رومينا أوبراندي برناردا بيرا              | جورجيا بريسيا ليزا ماريا موزر جوليا جاتو مونتيكوني كورنيليا ليستر          |
| 6 يوليو  | بانكوك، تايلاند ملعب صلب $25،000 قرعة المباريات الفردية والزوجية                                                              | وانغ كيانغ 6–2، 6–4                                          | تشانغ كيلين                                    | هان زينيون ميو كاتو                       | تشانغ لينغ إريكا سما جونري ناميجاتا ريكو ساوياناغي                         |
| 6 يوليو  | بانكوك، تايلاند ملعب صلب $25،000 قرعة المباريات الفردية والزوجية                                                              | هان زينيون تشانغ كيلين 6–3، 6–4                              | كاناي هيسامي كوتومي تاكاتا                     | هان زينيون ميو كاتو                       | تشانغ لينغ إريكا سما جونري ناميجاتا ريكو ساوياناغي                         |
| 6 يوليو  | نوك، بلجيكا ملعب ترابي $10،000 قرعة المباريات الفردية والزوجية                                                                | بولينا ليكينا 6–4، 6–2                                       | صوفي أوين                                      | ستيفي ديستلمانز سالي بيرز                 | نينا فان أوست آنا بونداري هيلين شولسن إلين بوكنز                           |
| 6 يوليو  | نوك، بلجيكا ملعب ترابي $10،000 قرعة المباريات الفردية والزوجية                                                                | إلين بوكنز كيلي فيرستيغ 6–2، 6–4                             | سالي بيرز كيمبرلي زيمرمان                      | ستيفي ديستلمانز سالي بيرز                 | نينا فان أوست آنا بونداري هيلين شولسن إلين بوكنز                           |
| 6 يوليو  | شرم الشيخ، مصر ملعب صلب $10،000 قرعة المباريات الفردية والزوجية                                                               | أسترا شارما 6–3، 2–6، 6–0                                    | علا أبو ذكري                                   | مارغريتا لازاريفا أميلي إنترت             | إيليني كوردولايمي جيورجيا بينتو لويزا ماري هوبر كاتيا ماليكوفا             |
| 6 يوليو  | شرم الشيخ، مصر ملعب صلب $10،000 قرعة المباريات الفردية والزوجية                                                               | علا أبو ذكري شويتا رنا 6–3، 4–6، [10–7]                      | فارفارا كوزنتسوفا كاتيا ماليكوفا               | مارغريتا لازاريفا أميلي إنترت             | إيليني كوردولايمي جيورجيا بينتو لويزا ماري هوبر كاتيا ماليكوفا             |
| 6 يوليو  | تلاوي، جورجيا ملعب ترابي $10،000 قرعة المباريات الفردية والزوجية                                                              | أناستاسيا جاسانوفا 6–3، 6–4                                  | أمينة أنشبا                                    | أدليا زابيروفا تمارا تشروفيتش             | تيناتين كافلاشفيلي ألكسندرا دوبروفينا أناستاسيا تشيكالكينا سيلا أرجيلان    |
| 6 يوليو  | تلاوي، جورجيا ملعب ترابي $10،000 قرعة المباريات الفردية والزوجية                                                              | آني أميراغيان تشين شاويي 6–3، 6–0                            | أناستاسيا جاسانوفا أدليا زابيروفا              | أدليا زابيروفا تمارا تشروفيتش             | تيناتين كافلاشفيلي ألكسندرا دوبروفينا أناستاسيا تشيكالكينا سيلا أرجيلان    |
| 6 يوليو  | أمستلفين، هولندا ملعب ترابي $10،000 قرعة المباريات الفردية والزوجية                                                           | بيبيان وييجيرس 6–4، 3–6، 6–1                                 | كارين باربات                                   | بترا كرجسوفا لورا بيجوسي                  | جايني شيبينس تشايين إويك ماندي واجيمكر ليندا برينكوفيتش                    |
| 6 يوليو  | أمستلفين، هولندا ملعب ترابي $10،000 قرعة المباريات الفردية والزوجية                                                           | روزالي فان دير هوك يانيكا ويكيرينك 6–2، 6–1                  | تينا طهراني ماندي واجيمكر                      | بترا كرجسوفا لورا بيجوسي                  | جايني شيبينس تشايين إويك ماندي واجيمكر ليندا برينكوفيتش                    |
| 6 يوليو  | ياش، رومانيا ملعب ترابي $10،000 قرعة المباريات الفردية والزوجية                                                               | أناستازيا فدوفينكو 6–1، 6–7(3–7)، 6–3                        | سيمونا أيونيسكو                                | أغنيس شاتماري أوانا جورجيتا سيميون        | دانييلا فارفان إيرينا فيتيكاو أندريا روسكا تيودورا ستينغا                  |
| 6 يوليو  | ياش، رومانيا ملعب ترابي $10،000 قرعة المباريات الفردية والزوجية                                                               | إيوانا لوريدانا روسكا أوانا جورجيتا سيميون 6–3، 7–5          | مارينا كولب ناديا كولب                         | أغنيس شاتماري أوانا جورجيتا سيميون        | دانييلا فارفان إيرينا فيتيكاو أندريا روسكا تيودورا ستينغا                  |
| 6 يوليو  | غوتكسو، إسبانيا ملعب ترابي $10،000 قرعة المباريات الفردية والزوجية                                                            | أليونا بولسوفا زادوينوف 6–0، 6–2                             | كورينا دينتوني                                 | ليتيسيا سارازين إستلا بيريز سوماريبا      | لوسيا سرفيرا فاسكيز أليسيا هيريرو لينانا كامي شلي ماريا غوتييريز كاراسكو   |
| 6 يوليو  | غوتكسو، إسبانيا ملعب ترابي $10،000 قرعة المباريات الفردية والزوجية                                                            | لوسيا سرفيرا فاسكيز ألكسندرا نانكاراو 6–3، 7–5               | كاميلا روساتيلو ليتيسيا سارازين                | ليتيسيا سارازين إستلا بيريز سوماريبا      | لوسيا سرفيرا فاسكيز أليسيا هيريرو لينانا كامي شلي ماريا غوتييريز كاراسكو   |
| 13 يوليو | كأس ITS أولوموتس، جمهورية التشيك ملعب ترابي $50٬000 فردي – زوجي                                                               | باربورا كرجتشيكوفا 3–6، 4–6، 7–6(7–5)                        | بيترا سيتكوفسكا                                | بيرنيلا مينديسوفا إيكاترينا ألكسندروفا    | إليزافيتا يانتشوك كارولينا موتشوفا أكجول أمانمورادوف صوفيا شاباتافا        |
| 13 يوليو | كأس ITS أولوموتس، جمهورية التشيك ملعب ترابي $50٬000 فردي – زوجي                                                               | لينكا كونتشيكوفا كارولينا ستوشلا 1–6، 4–6، [12–10]           | سيندي برغر كاترينا فانكوفا                     | بيرنيلا مينديسوفا إيكاترينا ألكسندروفا    | إليزافيتا يانتشوك كارولينا موتشوفا أكجول أمانمورادوف صوفيا شاباتافا        |
| 13 يوليو | تشالنجر ستوكتون ستوكتون، الولايات المتحدة ملعب صلب $50٬000 فردي – زوجي                                                        | ناو هيبينو 6–1، 7–6(8–6)                                     | أن صوفي ميستاتش                                | كيميكو داتي-كروم ساناز ماراند             | مايو هيبي دانييل لاو أماندين هيس ميلاني أودين                              |
| 13 يوليو | تشالنجر ستوكتون ستوكتون، الولايات المتحدة ملعب صلب $50٬000 فردي – زوجي                                                        | جيمي لوب ساناز ماراند 6–3، 6–4                               | كايتلين كريستيان دانييل لاو                    | كيميكو داتي-كروم ساناز ماراند             | مايو هيبي دانييل لاو أماندين هيس ميلاني أودين                              |
| 13 يوليو | تيانجين، الصين ملعب صلب $25،000 قرعة المباريات الفردية والزوجية                                                               | دوان ينغينغ 4–6، 7–6(7–2)، 3–0، اعتزال.                      | وانغ كيانغ                                     | لو جينغجينغ ليو فانجزو                    | سابينا شاريبوفا ليو تشانغ أنكيتا راينا هان نا-لاي                          |
| 13 يوليو | تيانجين، الصين ملعب صلب $25،000 قرعة المباريات الفردية والزوجية                                                               | ليو زانتيج لو جينغجينغ 6–7(4–7)، 7–6(7–4)، [10–4]            | تشن جياهوي يو إكسياودي                         | لو جينغجينغ ليو فانجزو                    | سابينا شاريبوفا ليو تشانغ أنكيتا راينا هان نا-لاي                          |
| 13 يوليو | أشافنبورغ، ألمانيا ملعب ترابي $25،000 قرعة المباريات الفردية والزوجية                                                         | تينا لوكاس 7–5، 6–4                                          | فيونا فيرو                                     | إيرينا خروماتشيفا كاثينكا فون ديكمان      | صوفيا كفاتسابايا باربارا هاس أمرا ساديكوفيتش أنطونيا لوتنير                |
| 13 يوليو | أشافنبورغ، ألمانيا ملعب ترابي $25،000 قرعة المباريات الفردية والزوجية                                                         | ديانا مارسنكفيتشا أليونا سوتنيكوفا 3–6، 6–4، [10–5]          | ألونا فومينا صوفيا كوفاليتس                    | إيرينا خروماتشيفا كاثينكا فون ديكمان      | صوفيا كفاتسابايا باربارا هاس أمرا ساديكوفيتش أنطونيا لوتنير                |
| 13 يوليو | إيمولا، إيطاليا أرضية عشبية 25٬000 دولار قرعة المباريات الفردية والزوجية                                                      | برناردا بيرا 6–2، 6–3                                        | شيرازاد ريكس                                   | ناديا كيتشينوك تادجا ماجريتش              | أوسيان دودان سارة ريبيكا سيكوليتش زينيا كنول كلوديا جيوفين                 |
| 13 يوليو | إيمولا، إيطاليا أرضية عشبية 25٬000 دولار قرعة المباريات الفردية والزوجية                                                      | كلوديا جيوفين زينيا كنول 7–5، 6–2                            | ديسبينا باباميتشايل برناردا بيرا               | ناديا كيتشينوك تادجا ماجريتش              | أوسيان دودان سارة ريبيكا سيكوليتش زينيا كنول كلوديا جيوفين                 |
| 13 يوليو | بانكوك، تايلاند ملعب صلب 25٬000 دولار قرعة المباريات الفردية والزوجية                                                         | ميو كاتو 7–5، 6–2                                            | نيجينا أبدوريموفا                              | تشانغ كيلين ريكو ساوياناغي                | كيوكا أوكامورا شاكو أوياما نونجنادا واناسوك هيروكو كواتا                   |
| 13 يوليو | بانكوك، تايلاند ملعب صلب 25٬000 دولار قرعة المباريات الفردية والزوجية                                                         | أكيكو أوماي إريكا سما 6–4، 3–6، [11–9]                       | كاناي هيسامي كوتومي تاكاهاتا                   | تشانغ كيلين ريكو ساوياناغي                | كيوكا أوكامورا شاكو أوياما نونجنادا واناسوك هيروكو كواتا                   |
| 13 يوليو | نيوبورت، بلجيكا ملعب ترابي $10،000 قرعة المباريات الفردية والزوجية                                                            | صوفي أوين 6–2، 6–1                                           | غريت مينين                                     | بترا كرجسوفا ستيفي ديستلمانز              | ماريا مارفوتينا كاثارينا لينيرت آنا كلاسين بولينا ليكينا                   |
| 13 يوليو | نيوبورت، بلجيكا ملعب ترابي $10،000 قرعة المباريات الفردية والزوجية                                                            | ماريا مارفوتينا ألكساندرا نانكارو 6–0، 2–6، [10–5]           | بترا كرجسوفا فرانسيسكا ستيفنسون                | بترا كرجسوفا ستيفي ديستلمانز              | ماريا مارفوتينا كاثارينا لينيرت آنا كلاسين بولينا ليكينا                   |
| 13 يوليو | شرم الشيخ، مصر ملعب صلب $10،000 قرعة المباريات الفردية والزوجية                                                               | كسينيا غايدارزي 7–5، 3–6، 6–2                                | جوليا جونز                                     | كارين غوتورمسين داروثي تاتاشار فينوغوبال  | فاليريا بهونو أسترا شارما فيكتوريا مونتيان جوليا فاليتوفا                  |
| 13 يوليو | شرم الشيخ، مصر ملعب صلب $10،000 قرعة المباريات الفردية والزوجية                                                               | كسينيا بيكر شو إي-هسوان 6–3، 3–6، [10–4]                     | جوليا جونز كارولين رود-مو                      | كارين غوتورمسين داروثي تاتاشار فينوغوبال  | فاليريا بهونو أسترا شارما فيكتوريا مونتيان جوليا فاليتوفا                  |
| 13 يوليو | تلافي، جورجيا ملعب ترابي $10،000 قرعة المباريات الفردية والزوجية                                                              | أناستاسيا جاسانوفا 1–6، 6–4، 6–3                             | آني أميراغيان                                  | ليزا سابينو أمينة أنشبى                   | أدليا زابيروفا ماديسون بورغينون ساراي ستيرينباخ ألكسندرا بيسكون            |
| 13 يوليو | تلافي، جورجيا ملعب ترابي $10،000 قرعة المباريات الفردية والزوجية                                                              | آني أميراغيان تشين كاويي 6–3، 6–4                            | أمينة أنشبى أدلينا بارافي                      | ليزا سابينو أمينة أنشبى                   | أدليا زابيروفا ماديسون بورغينون ساراي ستيرينباخ ألكسندرا بيسكون            |
| 13 يوليو | بورصة، تركيا ملعب ترابي $10،000 قرعة المباريات الفردية والزوجية                                                               | إيزابيلا شنيكوفا 6–3، 6–4                                    | جولييتا استابل                                 | كسينيا ألكان ديا إفتيموفا                 | ميرابيل نجوز آنا فيكتوريا جوبى منلاو سفيتلانا بيرازينكا أنجلينا جابويفا    |
| 13 يوليو | بورصة، تركيا ملعب ترابي $10،000 قرعة المباريات الفردية والزوجية                                                               | ديا إفتيموفا إيزابيلا شنيكوفا 6–2، 3–6، [10–7]               | أيلين كريسبو أزكونزابل آنا فيكتوريا جوبى منلاو | كسينيا ألكان ديا إفتيموفا                 | ميرابيل نجوز آنا فيكتوريا جوبى منلاو سفيتلانا بيرازينكا أنجلينا جابويفا    |
| 20 يوليو | تشالنجر بنك ناسيونال دي غرانبي غرانبي، كندا ملعب صلب $50،000 فردي - زوجي                                                      | جوانا كونتا 6–2، 6–4                                         | ستيفاني فريتز                                  | فيكتوريا رودريغيز جيسيكا مور              | نايومي برودي جولي كوين شارلوت روبيلارد ميليت إيلي هالبوور                  |
| 20 يوليو | تشالنجر بنك ناسيونال دي غرانبي غرانبي، كندا ملعب صلب $50،000 فردي - زوجي                                                      | جيسيكا مور ستورم ساندرز 7–5، 6–2                             | لورا روبسون إيرين روتليف                       | فيكتوريا رودريغيز جيسيكا مور              | نايومي برودي جولي كوين شارلوت روبيلارد ميليت إيلي هالبوور                  |
| 20 يوليو | إف إس بي جولد ريفر وومنز تشالنجر ساكرامنتو، الولايات المتحدة ملعب صلب $50،000 فردي - زوجي                                     | أنهيلينا كالينينا 4–6، 6–4، 6–3                              | أن صوفي ميستاتش                                | ناو هيبينو بروك أوستين                    | مايو هيبي كيميكو داته كروم كاثرين بيليس روبن أندرسون                       |
| 20 يوليو | إف إس بي جولد ريفر وومنز تشالنجر ساكرامنتو، الولايات المتحدة ملعب صلب $50،000 فردي - زوجي                                     | أشلي وينهولد كيتلين ووريسكي 6–4، 3–6، [14–12]                | ناو هيبينو روزي يوهانسون                       | ناو هيبينو بروك أوستين                    | مايو هيبي كيميكو داته كروم كاثرين بيليس روبن أندرسون                       |
| 20 يوليو | تشنغتشو، الصين ملعب صلب $25،000 قرعة المباريات الفردية والزوجية                                                               | وانغ يافان 6–4، 6–4                                          | دوان ينغينغ                                    | لو جينغجينغ شو شيلين                      | ليانغ تشن تيان ران ليو فانجزو جانغ سو جونج                                 |
| 20 يوليو | تشنغتشو، الصين ملعب صلب $25،000 قرعة المباريات الفردية والزوجية                                                               | هان نا لاي جانغ سو جونج 6–0، 6–3                             | ليو تشانغ تشانغ لينغ                           | لو جينغجينغ شو شيلين                      | ليانغ تشن تيان ران ليو فانجزو جانغ سو جونج                                 |
| 20 يوليو | دارمشتات، ألمانيا ملعب ترابي $25،000 قرعة المباريات الفردية والزوجية نسخة محفوظة 2018-11-25 على موقع واي باك مشين.            | يساليني بونافنتور 6–3، 7–6(7–4)                              | دليلا ياكوبوفيتش                               | فيونا فيرو أمرا ساديكوفيتش                | آنا فرلجيتش ريناتا فوراكوفا فيكتوريا غولوبيتش كاتارزينا كاوا               |
| 20 يوليو | دارمشتات، ألمانيا ملعب ترابي $25،000 قرعة المباريات الفردية والزوجية نسخة محفوظة 2018-11-25 على موقع واي باك مشين.            | إيرينا خروماتشيفا ليدزيا ماروزافا 6–4، 6–4                   | بيمرا أوزجن آن شايفر                           | فيونا فيرو أمرا ساديكوفيتش                | آنا فرلجيتش ريناتا فوراكوفا فيكتوريا غولوبيتش كاتارزينا كاوا               |
| 20 يوليو | هونغ كونغ ملعب صلب $15،000 قرعة المباريات الفردية والزوجية                                                                    | آياكا أوكونو 6–4، 6–0                                        | بريرنا بامبري                                  | ماكوتو نينوميا بياتريس جوموليا            | ماي مينوكوشي ساتشي إيشيزو تشوي جي هي كيرين شلومو                           |
| 20 يوليو | هونغ كونغ ملعب صلب $15،000 قرعة المباريات الفردية والزوجية                                                                    | تشوي جي هي لي سو را 6–2، 6–2                                 | أوديس تشونغ كاثرين آيب                         | ماكوتو نينوميا بياتريس جوموليا            | ماي مينوكوشي ساتشي إيشيزو تشوي جي هي كيرين شلومو                           |
| 20 يوليو | باد فالتيرسدورف، النمسا ملعب ترابي $10،000 قرعة المباريات الفردية والزوجية                                                    | زوزانا زالابسكا 5–7، 7–5، 6–1                                | ديانا شوموفا                                   | ناتاليا فيجدوفا ماريا مارفوتينا           | ناتاليا سيدليسكيا جوليا ثيم كارولينا موتشوفا نيكولا فيجدوفا                |
| 20 يوليو | باد فالتيرسدورف، النمسا ملعب ترابي $10،000 قرعة المباريات الفردية والزوجية                                                    | ناتالي سوك آنا فربنسكا 6–1، 7–5                              | نيكولا هوفمانوفا جانينا تولين                  | ناتاليا فيجدوفا ماريا مارفوتينا           | ناتاليا سيدليسكيا جوليا ثيم كارولينا موتشوفا نيكولا فيجدوفا                |
| 20 يوليو | مسيك، بلجيكا ملعب ترابي $10،000 قرعة المباريات الفردية والزوجية                                                               | ناتيلا دزالاميدزه 6–1، 5–7، 6–1                              | كاتالينا بيلا                                  | سالي بيرز غوادالوبي بيريز روجاس           | تينا طهراني صوفي أوين كيلي فيرستيج ماندي واجماكر                           |
| 20 يوليو | مسيك، بلجيكا ملعب ترابي $10،000 قرعة المباريات الفردية والزوجية                                                               | ستيفي ديستلمانس كيلي فيرستيج 6–1، 7–6(7–4)                   | كاتارينا هيرينغ ليزا ماتفيينكو                 | سالي بيرز غوادالوبي بيريز روجاس           | تينا طهراني صوفي أوين كيلي فيرستيج ماندي واجماكر                           |
| 20 يوليو | شرم الشيخ، مصر ملعب صلب $10،000 قرعة المباريات الفردية والزوجية                                                               | جوليا جونز 6–3، 6–4                                          | جيادا كليريشي                                  | دروثي تاتشار فينوجوبال مارجريتا لازاريفا  | إيرين بيريلو إسكوريهويلا فيكتوريا مونتين جاسمينا تينجيتش سيسيلي ميلستيد    |
| 20 يوليو | شرم الشيخ، مصر ملعب صلب $10،000 قرعة المباريات الفردية والزوجية                                                               | مارجريتا لازاريفا فاليريا ستراكوفا 6–3، 6–1                  | كسينيا بيكير دروثي تاتشار فينوجوبال            | دروثي تاتشار فينوجوبال مارجريتا لازاريفا  | إيرين بيريلو إسكوريهويلا فيكتوريا مونتين جاسمينا تينجيتش سيسيلي ميلستيد    |
| 20 يوليو | تامبيري أوبن تامبيري، فنلندا ملعب ترابي $10،000 قرعة المباريات الفردية والزوجية نسخة محفوظة 2015-07-15 على موقع واي باك مشين. | ليلا بارزو 6–2، 6–4                                          | كارين باربات                                   | سابرينا سانتاماريا كريستينا إن            | ديا هردجلاش ألينا تاراسوفا جوليا واتشاتسيك هيلين شولسن                     |
| 20 يوليو | تامبيري أوبن تامبيري، فنلندا ملعب ترابي $10،000 قرعة المباريات الفردية والزوجية نسخة محفوظة 2015-07-15 على موقع واي باك مشين. | نورا نيدمرز هيلين شولسن 6–4، 7–6(7–5)                        | كريستينا إن ديا هردجلاش                        | سابرينا سانتاماريا كريستينا إن            | ديا هردجلاش ألينا تاراسوفا جوليا واتشاتسيك هيلين شولسن                     |
| 20 يوليو | ليس كونتامين-مونتجوي، فرنسا ملعب صلب $10،000 قرعة المباريات الفردية والزوجية                                                  | شيرازاد ريكس 7–6(7–2)، 6–0                                   | ثيو جرافويل                                    | أناييس فان كوتر إليكسان ليشيميا           | إليزافيتا يانشوك ميكايلا أونتشوفا مارجو ديكر إيمي بوتل                     |
| 20 يوليو | ليس كونتامين-مونتجوي، فرنسا ملعب صلب $10،000 قرعة المباريات الفردية والزوجية                                                  | ميكايلا أونتشوفا شيرازاد ريكس 6–3، 6–4                       | جورجيا بريشيا إيريكا فوجيلسانج                 | أناييس فان كوتر إليكسان ليشيميا           | إليزافيتا يانشوك ميكايلا أونتشوفا مارجو ديكر إيمي بوتل                     |
| 20 يوليو | فيزيربا، إيطاليا ملعب ترابي $10،000 قرعة المباريات الفردية والزوجية                                                           | أليس بالدوتشي 6–3، 6–2                                       | مارينا شامايكو                                 | أماندا كاريراس كاميلا سكالا               | ستيفانيا روبيني أليس سافورتي مارتينا سبيجاريللي مارتينا كاريغارو           |
| 20 يوليو | فيزيربا، إيطاليا ملعب ترابي $10،000 قرعة المباريات الفردية والزوجية                                                           | أماندا كاريراس أليس سافورتي 6–3، 3–6، [10–3]                 | مارتينا دي جوزيبي غيورغيا ماركيتي              | أماندا كاريراس كاميلا سكالا               | ستيفانيا روبيني أليس سافورتي مارتينا سبيجاريللي مارتينا كاريغارو           |
| 20 يوليو | ترجو جيو، رومانيا ملعب ترابي $10،000 قرعة المباريات الفردية والزوجية                                                          | إيوانا لوريدانا روسكا 6–2، 4–6، 6–3                          | نيكوليتا داسكالو                               | جولييتا إستيبل مارين بارتود               | إيرينا فيتيكاو آنا بيانكا ميهايلا سيمونا يونيسكو آنا فيكتوريا غوبي مونلياو |
| 20 يوليو | ترجو جيو، رومانيا ملعب ترابي $10،000 قرعة المباريات الفردية والزوجية                                                          | رالوكا تشيوفريلا إيوانا لوريدانا روسكا 4–6، 7–6(7–4)، [10–6] | جولييتا إستيبل دانييلا فرفان                   | جولييتا إستيبل مارين بارتود               | إيرينا فيتيكاو آنا بيانكا ميهايلا سيمونا يونيسكو آنا فيكتوريا غوبي مونلياو |
| 20 يوليو | باليتش، صربيا ملعب ترابي $10،000 قرعة المباريات الفردية والزوجية                                                              | ألكسندرا نانكاراو 6–1، 6–4                                   | زوزانا زلوشوفا                                 | تيريزا ماليكوفا ناتالي نوفوتنا            | مارتينا أوكالوفا آنا سافيتش باربرا كوتيليسوفا ميرينا تونا                  |
| 20 يوليو | باليتش، صربيا ملعب ترابي $10،000 قرعة المباريات الفردية والزوجية                                                              | نينا هولانوفا باربرا كوتيليسوفا 6–3، 5–7، [10–6]             | دايانا دوكيتش ألكسندرا نانكاراو                | تيريزا ماليكوفا ناتالي نوفوتنا            | مارتينا أوكالوفا آنا سافيتش باربرا كوتيليسوفا ميرينا تونا                  |
| 20 يوليو | إيفانسفيل، الولايات المتحدة ملعب صلب $10،000 قرعة المباريات الفردية والزوجية                                                  | لورين هيرنغ 4–6، 6–2، 6–0                                    | أندي دانييل                                    | ألكسا غراهام ألريكك إيكري                 | فرانسس ألتيك فرانشيسكا سيجاريلي جوزي كولمان سارا داافيتتيلا                |
| 20 يوليو | إيفانسفيل، الولايات المتحدة ملعب صلب $10،000 قرعة المباريات الفردية والزوجية                                                  | نيشا ليرتبيتاكسينتشاي بينجتارن بليبويتش 6–2، 6–3             | لورين هيرنغ كينيدي شافير                       | ألكسا غراهام ألريكك إيكري                 | فرانسس ألتيك فرانشيسكا سيجاريلي جوزي كولمان سارا داافيتتيلا                |
| 27 يوليو | Powiat Poznański Open سوبوتا، بولندا ملعب ترابي $75،000 مباريات فردية – زوجية                                                 | بيترا سيتكوفسكا 3–6، 7–5، 6–2                                | يلينا أوستابينكو                               | مارتيتا بوريتسكا كيكي بيرتينس             | نيكول فايديسوفا ريتشل هوجينكامب أنس جابر باربورا كرجتشيكوفا                |
| 27 يوليو | Powiat Poznański Open سوبوتا، بولندا ملعب ترابي $75،000 مباريات فردية – زوجية                                                 | كيكي بيرتينس ريتشل هوجينكامب 7–6(7–2)، 6–4                   | كورنيليا ليستر يلينا أوستابينكو                | مارتيتا بوريتسكا كيكي بيرتينس             | نيكول فايديسوفا ريتشل هوجينكامب أنس جابر باربورا كرجتشيكوفا                |
| 27 يوليو | بطولات كنتاكي بانك للتنس ليكسينغتون، الولايات المتحدة ملعب صلب $50،000 مباريات فردية – زوجية                                  | ناو هيبينو 6–2، 6–1                                          | سامانثا كراوفورد                               | جولي كوين أماندين هيس                     | مانو أركانجيولي جينيفر برادي أنهيلينا كالينينا نيكول فرانكل                |
| 27 يوليو | بطولات كنتاكي بانك للتنس ليكسينغتون، الولايات المتحدة ملعب صلب $50،000 مباريات فردية – زوجية                                  | ناو هيبينو إميلي ويبلي سميث 6–2، 6–2                         | نيشا ليرتبيتاكسينتشاي بينجتارن بليبويتش        | جولي كوين أماندين هيس                     | مانو أركانجيولي جينيفر برادي أنهيلينا كالينينا نيكول فرانكل                |
| 27 يوليو | غاتينو (كيبك)، كندا ملعب صلب $25،000 قرعة المباريات الفردية والزوجية نسخة محفوظة 2020-05-31 على موقع واي باك مشين.            | أليكسا جلاتش 6–4، 6–3                                        | بيانكا أندريسكو                                | كارول تشاو فيكتوريا رودريغيز              | فرانسواز أبندا لورين ألبانيز شاكو أوياما مارسيلا زكرياس                    |
| 27 يوليو | غاتينو (كيبك)، كندا ملعب صلب $25،000 قرعة المباريات الفردية والزوجية نسخة محفوظة 2020-05-31 على موقع واي باك مشين.            | جيسيكا مور كارول تشاو 6–3، 6–4                               | فيكتوريا رودريغيز مارسيلا زكرياس               | كارول تشاو فيكتوريا رودريغيز              | فرانسواز أبندا لورين ألبانيز شاكو أوياما مارسيلا زكرياس                    |
| 27 يوليو | روما، إيطاليا ملعب ترابي $25،000 قرعة المباريات الفردية والزوجية                                                              | مارتينا تريفيسان 6–1، 6–3                                    | ليزا سابينو                                    | يانا فيت مارتينا كاريغارو                 | فرانشيسكا فوسيناتو كوني بيرين أناستاسيا كوماردينا رالوكا شيربان            |
| 27 يوليو | روما، إيطاليا ملعب ترابي $25،000 قرعة المباريات الفردية والزوجية                                                              | كلوديا جيوفين ديسبينا باباميتشايل 6–4، 7–6(7–2)              | تارا مور كوني بيرين                            | يانا فيت مارتينا كاريغارو                 | فرانشيسكا فوسيناتو كوني بيرين أناستاسيا كوماردينا رالوكا شيربان            |
| 27 يوليو | President's Cup آستانا، كازاخستان ملعب صلب $25،000 قرعة المباريات الفردية والزوجية                                            | ناتيلا دزالاميدزه 6–6، انسحاب                                | كسينيا بيرفاك                                  | فلادا إكشيباروفا ألينا تاراسوفا           | سفيلتانا بيرازينكا كسينيا ألكان مريم بلكفادزه إيكاترينا ياشينا             |
| 27 يوليو | President's Cup آستانا، كازاخستان ملعب صلب $25،000 قرعة المباريات الفردية والزوجية                                            | ناتيلا دزالاميدزه ألينا تاراسوفا 6–0، 6–1                    | باشاك إرايدن كسينيا ألكان                      | فلادا إكشيباروفا ألينا تاراسوفا           | سفيلتانا بيرازينكا كسينيا ألكان مريم بلكفادزه إيكاترينا ياشينا             |
| 27 يوليو | هورب أم نيكار، ألمانيا ملعب ترابي $15،000 قرعة المباريات الفردية والزوجية                                                     | جيسيكا ماليشكوفا 1–6، 6–4، 6–2                               | شيرازاد ريكس                                   | بيا كونينغ ماري بوزكوفا                   | أنستاسيا بريبيلوفا كريستينا إيني كيمبرلي زيمرمان كارولين دانيلز            |
| 27 يوليو | هورب أم نيكار، ألمانيا ملعب ترابي $15،000 قرعة المباريات الفردية والزوجية                                                     | كارولين دانيلز ليدزيا ماروزافا 7–6(7–3)، 4–6، [10–7]         | كاتالينا بيلا غوادالوبي بيريز روجاس            | بيا كونينغ ماري بوزكوفا                   | أنستاسيا بريبيلوفا كريستينا إيني كيمبرلي زيمرمان كارولين دانيلز            |
| 27 يوليو | هونغ كونغ ملعب صلب $15،000 قرعة المباريات الفردية والزوجية                                                                    | لي سو را 6–4، 4–6، 6–2                                       | شو شيلين                                       | تشوي جي هي بياتريس جوموليا                | يوكي تشيانغ نوبون ليرتشيواكارن يورينا كوشينو هارييت دارت                   |
| 27 يوليو | هونغ كونغ ملعب صلب $15،000 قرعة المباريات الفردية والزوجية                                                                    | تشوي جي هي لي سو را 6–1، 6–1                                 | جاي آو شينغ يوتشي                              | تشوي جي هي بياتريس جوموليا                | يوكي تشيانغ نوبون ليرتشيواكارن يورينا كوشينو هارييت دارت                   |
| 27 يوليو | بوينس آيرس، الأرجنتين ملعب ترابي $10،000 قرعة المباريات الفردية والزوجية                                                      | دانييلا سيغيل 6–2، 6–2                                       | آنا صوفيا سانشيز                               | فرناندا بريتو إدواردا باي                 | كونستانزا فيغا ناتالي كوراتا كارلا لوسيرو ناتاليا روسي                     |
| 27 يوليو | بوينس آيرس، الأرجنتين ملعب ترابي $10،000 قرعة المباريات الفردية والزوجية                                                      | فرناندا بريتو دانييلا سيغيل 6–2، 6–2                         | ناتالي كوراتا إدواردا باي                      | فرناندا بريتو إدواردا باي                 | كونستانزا فيغا ناتالي كوراتا كارلا لوسيرو ناتاليا روسي                     |
| 27 يوليو | شرم الشيخ، مصر ملعب صلب $10،000 قرعة المباريات الفردية والزوجية                                                               | فيكتوريا مونتين 6–3، 3–6، 6–2                                | جيادا كليريتشي                                 | فاليريا استراخوفا ساندرا سمير             | كاتيرينا سليوسار إلينا نيبيلي كسينيا بيكير مارجريتا لازاريفا               |
| 27 يوليو | شرم الشيخ، مصر ملعب صلب $10،000 قرعة المباريات الفردية والزوجية                                                               | مارجريتا لازاريفا فاليريا استراخوفا 6–4، 6–1                 | كسينيا بيكير إلينا نيبيلي                      | فاليريا استراخوفا ساندرا سمير             | كاتيرينا سليوسار إلينا نيبيلي كسينيا بيكير مارجريتا لازاريفا               |
| 27 يوليو | بارنو، إستونيا ملعب ترابي $10،000 قرعة المباريات الفردية والزوجية                                                             | جوانا إيدوكونيت 6–2، 6–3                                     | إيفا واكانو                                    | إنديا ماجين لورا غولبي                    | إيما فلوود يانا سيزيكوفا سادافموه توليبوفا لاتيتييا سرازين                 |
| 27 يوليو | بارنو، إستونيا ملعب ترابي $10،000 قرعة المباريات الفردية والزوجية                                                             | إيما فلوود إيفا واكانو 6–4، 6–2                              | جوانا إيدوكونيت هيلين باريش                    | إنديا ماجين لورا غولبي                    | إيما فلوود يانا سيزيكوفا سادافموه توليبوفا لاتيتييا سرازين                 |
| 27 يوليو | سافيتايبالي، فنلندا ملعب ترابي $10،000 قرعة المباريات الفردية والزوجية                                                        | داريا ميشينا 6–4، 4–6، 6–4                                   | ديا هردجلاش                                    | داريا كروجكوفا بيا سومالينين              | ناتاشا بيلوفا نورا نيدميرز هيلين شولسن ليلا بارزو                          |
| 27 يوليو | سافيتايبالي، فنلندا ملعب ترابي $10،000 قرعة المباريات الفردية والزوجية                                                        | ديا هردجلاش روزالي فان دير هوك 7–6(7–3)، 7–5                 | نورا نيدميرز هيلين شولسن                       | داريا كروجكوفا بيا سومالينين              | ناتاشا بيلوفا نورا نيدميرز هيلين شولسن ليلا بارزو                          |
| 27 يوليو | تارغو جيو، رومانيا ملعب ترابي $10،000 قرعة المباريات الفردية والزوجية                                                         | ميلانا سبريمو 6–3، 7–5                                       | مارين بارتو                                    | فيديريكا أركيدجاكونو سزابينا سزلافيكوفيكس | نيكوليتا داسكالو تيودورا رادوسافليفيتش أندريا روشكا كارولين روميو          |
| 27 يوليو | تارغو جيو، رومانيا ملعب ترابي $10،000 قرعة المباريات الفردية والزوجية                                                         | رالوسا سيوفريلا إيوانا لوريدانا روسكا 6–4، 6–7(4–7)، [10–5]  | آنا بيانكا ميهيلا جوليا بايروني                | فيديريكا أركيدجاكونو سزابينا سزلافيكوفيكس | نيكوليتا داسكالو تيودورا رادوسافليفيتش أندريا روشكا كارولين روميو          |
| 27 يوليو | بلد الوليد، إسبانيا ملعب صلب $10،000 قرعة المباريات الفردية والزوجية                                                          | ماريا خوسيه لوكي مورينو 6–2، 6–2                             | تيساه أندريانجافيتريمو                         | ماريا مارتينيز مارتينيز لورا ديغمان       | أريادنا مارتي ريمباو آنا رومان دومينجيز جوزفين بوعلم ماريا كانيرو بيريز    |
| 27 يوليو | بلد الوليد، إسبانيا ملعب صلب $10،000 قرعة المباريات الفردية والزوجية                                                          | ماريا كانيرو بيريز باولا ديل كويتو كاستيلو 2–6، 7–5، [11–9]  | ماريا مارتينيز مارتينيز سارا أوتومانو          | ماريا مارتينيز مارتينيز لورا ديغمان       | أريادنا مارتي ريمباو آنا رومان دومينجيز جوزفين بوعلم ماريا كانيرو بيريز    |
| 27 يوليو | تونس (مدينة)، تونس ملعب ترابي $10،000 قرعة المباريات الفردية والزوجية                                                         | يلينا سيميتش 1–6، 6–3، 6–4                                   | ماريا مارفوتينا                                | صوفيا لويني لينكا وينروفا                 | كارين جوتورمسن سميرة جيجر نيفيز باريتش كريستينا موري                       |
| 27 يوليو | تونس (مدينة)، تونس ملعب ترابي $10،000 قرعة المباريات الفردية والزوجية                                                         | صوفيا لويني يلينا سيميتش 7–6(7–5)، 3–6، [10–8]               | ألينا فيسيل لينكا وينروفا                      | صوفيا لويني لينكا وينروفا                 | كارين جوتورمسن سميرة جيجر نيفيز باريتش كريستينا موري                       |
| 27 يوليو | إسطنبول، تركيا ملعب صلب $10،000 قرعة المباريات الفردية والزوجية                                                               | ميليس سيزر 7–5، 7–6(7–4)                                     | آيلا أكسو                                      | ميرابيل نجوز جوليا ستاماتوفا              | فاليريا بروسبيري هوليا إيستن ماريا فرناندا ألفاريز تيران سارا توميتش       |
| 27 يوليو | إسطنبول، تركيا ملعب صلب $10،000 قرعة المباريات الفردية والزوجية                                                               | أنيت مونوزوفا جوليا ستاماتوفا 6–4، 6–3                       | نيكي لوتيكهوس كلوديا ويليامز                   | ميرابيل نجوز جوليا ستاماتوفا              | فاليريا بروسبيري هوليا إيستن ماريا فرناندا ألفاريز تيران سارا توميتش       |
| 27 يوليو | أوستن، الولايات المتحدة ملعب صلب $10،000 قرعة المباريات الفردية والزوجية                                                      | فرانشيسكا دي لورينزو 4–6، 7–6(7–2)، 6–2                      | لورين هيرنغ                                    | نعومي توتكا أليكس غراهام                  | آشلي كراتزير أشلي وينهولد مورغان كابوك ستيفي كاراذيرز                      |
| 27 يوليو | أوستن، الولايات المتحدة ملعب صلب $10،000 قرعة المباريات الفردية والزوجية                                                      | سارة دفوراك لين كيرو 6–3، 6–2                                | كلوي أوليت-بيزر غابرييل سميث                   | نعومي توتكا أليكس غراهام                  | آشلي كراتزير أشلي وينهولد مورغان كابوك ستيفي كاراذيرز                      |

### أغسطس
| الأسبوع  | البطولة | الفائزات                                              | الوصيفات                                      | المتأهلات لنصف النهائي                          | المتأهلات لربع النهائي                                                              |
| -------- | --- | ----------------------------------------------------- | --------------------------------------------- | ----------------------------------------------- | ----------------------------------------------------------------------------------- |
| 3 أغسطس  | كوكسيديه، بلجيكا ملعب ترابي $25،000 قرعة المباريات الفردية والزوجية                                                   | كيكي بيرتينس 3–6، 6–2، 6–3                            | ميرتل جورج                                    | أرانتشا روس تمارا كورباتش                       | Sherazad Reix Elyne Boeykens Kelly Versteeg اليسي ميرتنز                            |
| 3 أغسطس  | كوكسيديه، بلجيكا ملعب ترابي $25،000 قرعة المباريات الفردية والزوجية                                                   | اليسي ميرتنز ديمي شورس 6–3، 6–2                       | جوستينا ججيولكا Sherazad Reix                 | أرانتشا روس تمارا كورباتش                       | Sherazad Reix Elyne Boeykens Kelly Versteeg اليسي ميرتنز                            |
| 3 أغسطس  | بلزن، جمهورية التشيك ملعب ترابي $25،000 قرعة المباريات الفردية والزوجية                                               | Andrea Hlaváčková 3–6، 6–2، 6–3                       | باربورا كرجتشيكوفا                            | أناستاسيا كوماردينا Gabriela Pantůčková         | ريبيكا بيترسون Jana Fett أناستازيا جريمالسكا Natália Vajdová                        |
| 3 أغسطس  | بلزن، جمهورية التشيك ملعب ترابي $25،000 قرعة المباريات الفردية والزوجية                                               | باربورا كرجتشيكوفا ريبيكا بيترسون 6–4، 6–3            | Lenka Kunčíková Karolína Stuchlá              | أناستاسيا كوماردينا Gabriela Pantůčková         | ريبيكا بيترسون Jana Fett أناستازيا جريمالسكا Natália Vajdová                        |
| 3 أغسطس  | باد زاولغاو، ألمانيا ملعب ترابي $25،000 قرعة المباريات الفردية والزوجية                                               | رومينا أوبراندي 6–3، 6–3                              | كريستينا دينو                                 | ناستجا كولار ماريا سكاري                        | لورا شايدر أولغا سايز لارّا باربارا هاس صوفيا كوفاليتس                               |
| 3 أغسطس  | باد زاولغاو، ألمانيا ملعب ترابي $25،000 قرعة المباريات الفردية والزوجية                                               | ديانا بوزيان كريستينا دينو 2–6، 6–3، [10–8]           | ديسبينا باباميتشايل ماريا سكاري               | ناستجا كولار ماريا سكاري                        | لورا شايدر أولغا سايز لارّا باربارا هاس صوفيا كوفاليتس                               |
| 3 أغسطس  | موسكو، روسيا ملعب ترابي $25،000 قرعة المباريات الفردية والزوجية                                                       | فيكتوريا كامنسكايا 6–2، 6–2                           | باشاك إرايدن                                  | ألينا تاراسوفا ناتاليا فيكليانتسيفا             | بولينا فينوغرادوفا بولينا ليكينا دوروتيا إريتش ماريا مارفوتينا                      |
| 3 أغسطس  | موسكو، روسيا ملعب ترابي $25،000 قرعة المباريات الفردية والزوجية                                                       | ناتيلا دزالاميدزه فيرونيكا كوديرميتوفا 6–3، 6–3       | ألكسندرا كوراشفيلي فاليريا ستراخوفا           | ألينا تاراسوفا ناتاليا فيكليانتسيفا             | بولينا فينوغرادوفا بولينا ليكينا دوروتيا إريتش ماريا مارفوتينا                      |
| 3 أغسطس  | بوينس آيرس، الأرجنتين ملعب ترابي $10،000 قرعة المباريات الفردية والزوجية                                              | دانييلا سيغيل 7–5، 6–1                                | فرناندا بريتو                                 | ناثالي كوراتا كارلا لوسيرو                      | جيوفانا توميتا جولييتا استابلي إدواردا بياي آنا صوفيا سانشيز                        |
| 3 أغسطس  | بوينس آيرس، الأرجنتين ملعب ترابي $10،000 قرعة المباريات الفردية والزوجية                                              | فرناندا بريتو دانييلا سيغيل 6–3، 6–2                  | ناثالي كوراتا إدواردا بياي                    | ناثالي كوراتا كارلا لوسيرو                      | جيوفانا توميتا جولييتا استابلي إدواردا بياي آنا صوفيا سانشيز                        |
| 3 أغسطس  | فيينا، النمسا ملعب ترابي $10،000 قرعة المباريات الفردية والزوجية                                                      | جوليا غرابر 6–3، 3–6، 6–1                             | كاتارينا كيرلاخ                               | كارولين كورتز لينكا جريكوفا                     | كارولين إيلوفسكا إيفون نويورث ناتالي بروزه مارليس سوبير                             |
| 3 أغسطس  | فيينا، النمسا ملعب ترابي $10،000 قرعة المباريات الفردية والزوجية                                                      | سالي بيرز ليتيشيا سارازين 6–1، 6–2                    | آغنيس بوكوتا جانينا تولين                     | كارولين كورتز لينكا جريكوفا                     | كارولين إيلوفسكا إيفون نويورث ناتالي بروزه مارليس سوبير                             |
| 3 أغسطس  | بلوفديف، بلغاريا ملعب ترابي $10،000 قرعة المباريات الفردية والزوجية                                                   | مارغو ييروليموس 6–2، 6–1                              | ألكساندرا نانكارو                             | أنجليك سفينوس جوليا ستاماتوفا                   | ناديا كولب بيتيا أريشينكوفا تمارا تشروفيتش فلافيا غيماريش بوينو                     |
| 3 أغسطس  | بلوفديف، بلغاريا ملعب ترابي $10،000 قرعة المباريات الفردية والزوجية                                                   | ألكساندرا نانكارو يانا سيزيكوفا 6–3، 6–3              | مارينا كولب ناديا كولب                        | أنجليك سفينوس جوليا ستاماتوفا                   | ناديا كولب بيتيا أريشينكوفا تمارا تشروفيتش فلافيا غيماريش بوينو                     |
| 3 أغسطس  | شرم الشيخ، مصر ملعب صلب $10،000 قرعة المباريات الفردية والزوجية                                                       | ساندرا سمير 6–1، 6–2                                  | فيكتوريا مونتين                               | فاطمة النبهاني جيني كلافي                       | كسنيا بكر ناتاليا شيبك إيريني بورييّو إسكوريهويلا ناتالي كالمنزروفا                  |
| 3 أغسطس  | شرم الشيخ، مصر ملعب صلب $10،000 قرعة المباريات الفردية والزوجية                                                       | كسنيا بكر إلينا نيبلي 6–2، 7–5                        | أنيت مونوزوفا فيكتوريا مونتين                 | فاطمة النبهاني جيني كلافي                       | كسنيا بكر ناتاليا شيبك إيريني بورييّو إسكوريهويلا ناتالي كالمنزروفا                  |
| 3 أغسطس  | تارفيزيو، إيطاليا ملعب ترابي $10،000 قرعة المباريات الفردية والزوجية                                                  | بيا تشوك 6–4، 6–3                                     | جورجيا بريشا                                  | مارتينا دي جوسيبي آنا ريموندينا                 | أليس بالدوتشي ديبورا كييزا تمارا زيدانسيك لوكريتسيا ستيفانيني                       |
| 3 أغسطس  | تارفيزيو، إيطاليا ملعب ترابي $10،000 قرعة المباريات الفردية والزوجية                                                  | بيا تشوك تمارا زيدانسيك 6–1، 6–4                      | غيورغيا ماركيتي ماريا ماسيني                  | مارتينا دي جوسيبي آنا ريموندينا                 | أليس بالدوتشي ديبورا كييزا تمارا زيدانسيك لوكريتسيا ستيفانيني                       |
| 3 أغسطس  | تارغو جيو، رومانيا ملعب ترابي $10،000 قرعة المباريات الفردية والزوجية                                                 | مارتينا سبيغاريلي 2–6، 6–1، 6–4                       | إيرينا فيتكيو                                 | نيكوليتا داسكال كارولين روميو                   | ميلانا سبريمو آيلين كريسبو أزكونزابل آنا فيكتوريا جوببي مونيو إيوانا لوريدانا روسكا |
| 3 أغسطس  | تارغو جيو، رومانيا ملعب ترابي $10،000 قرعة المباريات الفردية والزوجية                                                 | فيديريكا أرسيدياكونو مارتينا سبيغاريلي 6–0، 7–6(8–6)  | دانييلا فارفان جوليا بيروني                   | نيكوليتا داسكال كارولين روميو                   | ميلانا سبريمو آيلين كريسبو أزكونزابل آنا فيكتوريا جوببي مونيو إيوانا لوريدانا روسكا |
| 3 أغسطس  | أوبن كاستيلا إي ليون إل إسبينار، إسبانيا ملعب صلب $10،000 قرعة المباريات الفردية والزوجية                             | روكيو دي لا توري سانشيز 6–4، 3–6، 6–4                 | كلوتيلد دي برناردي                            | جوزيفين بواليم ألكساندرينا نايدينوفا            | إيفا مارتينيز ريغالادو مارينا باسولس ريبيرا لورا ديغمان أليس باكوي                  |
| 3 أغسطس  | أوبن كاستيلا إي ليون إل إسبينار، إسبانيا ملعب صلب $10،000 قرعة المباريات الفردية والزوجية                             | أولغا باريس أزكويتا كاميلا روساتييلو 6–1، 6–2         | أربيلا فرنانديز رابنر فرانسيسكا ستيفنسون      | جوزيفين بواليم ألكساندرينا نايدينوفا            | إيفا مارتينيز ريغالادو مارينا باسولس ريبيرا لورا ديغمان أليس باكوي                  |
| 3 أغسطس  | تونس، تونس ملعب ترابي $10،000 قرعة المباريات الفردية والزوجية                                                         | يلينا سيميتش 6–2، 6–4                                 | باربرا بونيتش                                 | مارغريتا لازاريفا نيفيس باريك                   | شارلوت رومير ياسمين جبَوي أماندين كازو لينكا وينروفا                                 |
| 3 أغسطس  | تونس، تونس ملعب ترابي $10،000 قرعة المباريات الفردية والزوجية                                                         | ياسمين جبوي أولينا كيربوت 6–3، 6–2                    | إليونور بارير كاساندرا ديفني                  | مارغريتا لازاريفا نيفيس باريك                   | شارلوت رومير ياسمين جبَوي أماندين كازو لينكا وينروفا                                 |
| 3 أغسطس  | بورصة، تركيا ملعب صلب $10،000 قرعة المباريات الفردية والزوجية                                                         | جوليا فاكاشيك 6–4، 6–4                                | ميليس سيزر                                    | ساراي ستيرينباخ بروفو جينجيز                    | زوزانا زلوخوفا ميرابيل نجوز سارة توميتش ماريا فرناندا ألفاريز تيران                 |
| 3 أغسطس  | بورصة، تركيا ملعب صلب $10،000 قرعة المباريات الفردية والزوجية                                                         | نورا نيدمرس جوليا فاكاشيك 6–1، 6–1                    | كاثارينا هيرينغ ميرابيل نجوز                  | ساراي ستيرينباخ بروفو جينجيز                    | زوزانا زلوخوفا ميرابيل نجوز سارة توميتش ماريا فرناندا ألفاريز تيران                 |
| 3 أغسطس  | فورت وورث، الولايات المتحدة ملعب صلب $10،000 قرعة المباريات الفردية والزوجية                                          | ألريكك إيكري 6–3، 6–1                                 | فرانسيس ألتك                                  | ماريا فرناندا ألفيس جوليانا أولموس              | Lou Brouleau Josie Kuhlman Zoe Hives Marie Norris                                   |
| 3 أغسطس  | فورت وورث، الولايات المتحدة ملعب صلب $10،000 قرعة المباريات الفردية والزوجية                                          | Josie Kuhlman Maegan Manasse 4–6، 4–6                 | Jessica Ho جوليانا أولموس                     | ماريا فرناندا ألفيس جوليانا أولموس              | Lou Brouleau Josie Kuhlman Zoe Hives Marie Norris                                   |
| 10 أغسطس | Advantage Cars Prague Open براغ، جمهورية التشيك ملعب ترابي $75٬000 فردي – زوجي                                        | ماريا تيريزا تورو فلور 6–3، 7–6(5–7)                  | دينيزا أليرتوفا                               | مارينا زانيفسكا بيترا سيتكوفسكا                 | يساليني بونافنتور كريستينا كوكوفا نيكول فايديسوفا سارا سوريبس تورمو                 |
| 10 أغسطس | Advantage Cars Prague Open براغ، جمهورية التشيك ملعب ترابي $75٬000 فردي – زوجي                                        | كاتيرينا كرابروا برناردا بيرا 7–6(4–7)، 5–7، [1–10]   | ميريام كولودييجوفا ماركيتا فوندروسوفا         | مارينا زانيفسكا بيترا سيتكوفسكا                 | يساليني بونافنتور كريستينا كوكوفا نيكول فايديسوفا سارا سوريبس تورمو                 |
| 10 أغسطس | ويستنده، بلجيكا ملعب صلب $25٬000 قرعة المباريات الفردية والزوجية                                                      | ميهايلا بوزارنيسكو 6–1، 6–1                           | أوسيان دودان                                  | ليسلي كيركهوف باشاك إرايدن                      | أليونا سوتنيكوفا بيبيان فايرز باولا بادوسا جيبرت إلين بويكينز                       |
| 10 أغسطس | ويستنده، بلجيكا ملعب صلب $25٬000 قرعة المباريات الفردية والزوجية                                                      | ليسلي كيركهوف أندي دي فرومي 7–6(4–7)، 6–4             | أنكيتا راينا أليونا سوتنيكوفا                 | ليسلي كيركهوف باشاك إرايدن                      | أليونا سوتنيكوفا بيبيان فايرز باولا بادوسا جيبرت إلين بويكينز                       |
| 10 أغسطس | هشينغن، ألمانيا ملعب ترابي $25٬000 قرعة المباريات الفردية والزوجية                                                    | رومينا أوبراندي 6–3، 1–6، 6–2                         | آنا بوغدان                                    | فاليريا ستراخوفا أليس ماتيوكسي                  | لينا جيورتشيسكا كويرين ليموين أنطونيا لوتنير ألكساندرا كادانتسو                     |
| 10 أغسطس | هشينغن، ألمانيا ملعب ترابي $25٬000 قرعة المباريات الفردية والزوجية                                                    | أندريا غاميز أناستاسيا فاسيليفا 4–6، 7–6(4–7)، [3–10] | فيفيان هيسن كاثارينا لينيرت                   | فاليريا ستراخوفا أليس ماتيوكسي                  | لينا جيورتشيسكا كويرين ليموين أنطونيا لوتنير ألكساندرا كادانتسو                     |
| 10 أغسطس | لانديسفيل، الولايات المتحدة ملعب صلب $25٬000 قرعة المباريات الفردية والزوجية                                          | نايومي برودي 4–6، 6–4، 7–6(5–7)                       | روبن أندرسون                                  | أن صوفي ميستاتش شيلبي روجرز                     | تشالا بويوكاكاتشاي ألكسندرا مولر فيكتوريا دوفال نيكول فرنكل                         |
| 10 أغسطس | لانديسفيل، الولايات المتحدة ملعب صلب $25٬000 قرعة المباريات الفردية والزوجية                                          | إيفانا جوروفيتش جيسيكا مور 6–1، 6–3                   | بريان بورين ناديا جيلكريست                    | أن صوفي ميستاتش شيلبي روجرز                     | تشالا بويوكاكاتشاي ألكسندرا مولر فيكتوريا دوفال نيكول فرنكل                         |
| 10 أغسطس | إنسبروك، النمسا ملعب ترابي $10،000 قرعة المباريات الفردية والزوجية                                                    | جيسيكا بييري 4–6، 6–1، 6–3                            | إيفا بريموراك                                 | أناستاسيا ديشوك بيانكا توراتي                   | كارولين أوبيهلور إيليني دانيليدو لايتيتيا سارازين داريا لوديكوفا                    |
| 10 أغسطس | إنسبروك، النمسا ملعب ترابي $10،000 قرعة المباريات الفردية والزوجية                                                    | أنـيتا حوساريتش داريا لوديكوفا 6–4، 4–6، [10–7]       | ناتاشا بريدل نيكولا هوفمانوفا                 | أناستاسيا ديشوك بيانكا توراتي                   | كارولين أوبيهلور إيليني دانيليدو لايتيتيا سارازين داريا لوديكوفا                    |
| 10 أغسطس | شرم الشيخ، مصر ملعب صلب $10،000 قرعة المباريات الفردية والزوجية                                                       | تيريزا ميهاليكوفا 6–2، 6–0                            | سارا توميتش                                   | فاطمة النبهاني ساندرا سمير                      | لميس الحسين عبد العزيز آنا بروكاتشي مارتينا زيرولو جورجيا بينتو                     |
| 10 أغسطس | شرم الشيخ، مصر ملعب صلب $10،000 قرعة المباريات الفردية والزوجية                                                       | جيني كلافاي سارا توميتش 6–4، 6–0                      | فاطمة النبهاني أنيت مونوزوفا                  | فاطمة النبهاني ساندرا سمير                      | لميس الحسين عبد العزيز آنا بروكاتشي مارتينا زيرولو جورجيا بينتو                     |
| 10 أغسطس | أراد، رومانيا ملعب ترابي $10،000 قرعة المباريات الفردية والزوجية                                                      | تمارا زيدانسيك 6–1، 6–3                               | شانتال شكاملوفا                               | مارينا كاتشار مارتينا سبيجاريلي                 | بيا تشوك لوكا ناجميهالي كريستينا آداميسكو مارتينا أوكالوفا                          |
| 10 أغسطس | أراد، رومانيا ملعب ترابي $10،000 قرعة المباريات الفردية والزوجية                                                      | جاكلين كريستيان ايلينا روسي 6–3، 6–4                  | أندريا غيتيسكو كاتارينا سترشناكوفا            | مارينا كاتشار مارتينا سبيجاريلي                 | بيا تشوك لوكا ناجميهالي كريستينا آداميسكو مارتينا أوكالوفا                          |
| 10 أغسطس | مهرجان تتارستان قازان، روسيا ملعب ترابي $10،000 قرعة المباريات الفردية والزوجية                                       | فيكتوريا كامنسكايا 6–1، 6–3                           | ألينا تاراسوفا                                | بولينا ليكينا أمينة أنشباء                      | أناستازيا فرولوفا داريا ميشينا ألكسندرا كوراشفيلي كسينيا جايدارجزي                  |
| 10 أغسطس | مهرجان تتارستان قازان، روسيا ملعب ترابي $10،000 قرعة المباريات الفردية والزوجية                                       | ألكسندرا كوراشفيلي بولينا ليكينا انسحاب               | أناستازيا فرولوفا بولينا ميرينكوفا            | بولينا ليكينا أمينة أنشباء                      | أناستازيا فرولوفا داريا ميشينا ألكسندرا كوراشفيلي كسينيا جايدارجزي                  |
| 10 أغسطس | غيمتشون، كوريا الجنوبية ملعب صلب $10،000 قرعة المباريات الفردية والزوجية                                              | لي سو-را 6–2، 6–3                                     | ماكوتو نينوميا                                | تشوي جي-هي لي سي-جين                            | بارك سانغ-هي هان سونغ هي زون فانجينج تشياكي أوكادايو                                |
| 10 أغسطس | غيمتشون، كوريا الجنوبية ملعب صلب $10،000 قرعة المباريات الفردية والزوجية                                              | كاو سيكي زون فانجينج 7–6(7–2)، 6–4                    | هان سونغ هي ماكوتو نينوميا                    | تشوي جي-هي لي سي-جين                            | بارك سانغ-هي هان سونغ هي زون فانجينج تشياكي أوكادايو                                |
| 10 أغسطس | لاس بالماس دي غران كناريا، إسبانيا ملعب ترابي $10،000 قرعة المباريات الفردية والزوجية                                 | أناستاسيا ياكيموفا 6–1، 6–7(3–7)، 6–2                 | إيريني بورييو إسكوريهويلا                     | فيديريكا أرتشيديكونو أناستاسيا شوشينا           | ألكسندرا نانكاراو كريستينا هربالوفا أربيلا فرنانديز رابنير أولغا بروزدا             |
| 10 أغسطس | لاس بالماس دي غران كناريا، إسبانيا ملعب ترابي $10،000 قرعة المباريات الفردية والزوجية                                 | أولغا بروزدا أناستاسيا شوشينا 7–6(10–8)، 3–6، [10–7]  | شاين إيفايك روزالي فان دير هوك                | فيديريكا أرتشيديكونو أناستاسيا شوشينا           | ألكسندرا نانكاراو كريستينا هربالوفا أربيلا فرنانديز رابنير أولغا بروزدا             |
| 10 أغسطس | تونس، تونس ملعب ترابي $10،000 قرعة المباريات الفردية والزوجية                                                         | ديا هردجلاش 3–6، 7–6(8–6)، 6–3                        | يلينا سيميتش                                  | آنا مورجينا مارجريتا لازاريفا                   | كاساندرا دافين كارين جوتورمسين يانا سيزيكوفا ياسمين جبوي                            |
| 10 أغسطس | تونس، تونس ملعب ترابي $10،000 قرعة المباريات الفردية والزوجية                                                         | إليونور بارير كاساندرا دافين 6–1، 6–3                 | باربارا بونيتش يانا سيزيكوفا                  | آنا مورجينا مارجريتا لازاريفا                   | كاساندرا دافين كارين جوتورمسين يانا سيزيكوفا ياسمين جبوي                            |
| 10 أغسطس | بورصا، تركيا ملعب صلب $10،000 قرعة المباريات الفردية والزوجية                                                         | آيلا أكسو 6–3، 6–1                                    | ماريا فرناندا ألفاريز تيران                   | إينا كاجيفيتش ميرابيل نجوز                      | فاسيليسا أبوناسينكو أرينا فولتس نولييا زيبالوس كاثرينا هيرينج                       |
| 10 أغسطس | بورصا، تركيا ملعب صلب $10،000 قرعة المباريات الفردية والزوجية                                                         | كاثرينا هيرينج ميرابيل نجوز 7–6(7–4)، 6–4             | ماريا فرناندا ألفاريز تيران نولييا زيبالوس    | إينا كاجيفيتش ميرابيل نجوز                      | فاسيليسا أبوناسينكو أرينا فولتس نولييا زيبالوس كاثرينا هيرينج                       |
| 10 أغسطس | تشيسوك، المملكة المتحدة ملعب صلب $10،000 قرعة المباريات الفردية والزوجية                                              | كاتي دان 6–3، 6–3                                     | إميلي أربوثنوت                                | جورجينا أكسون هارييت دارت                       | فريا كريستي هيلين باريش فرانسيسكا ستيفنسون جودي بوراج                               |
| 10 أغسطس | تشيسوك، المملكة المتحدة ملعب صلب $10،000 قرعة المباريات الفردية والزوجية                                              | هارييت دارت كاتي دان 6–2، 6–2                         | إميلي أربوثنوت فريا كريستي                    | جورجينا أكسون هارييت دارت                       | فريا كريستي هيلين باريش فرانسيسكا ستيفنسون جودي بوراج                               |
| 17 أغسطس | أودلوم براون فانكوفر المفتوحة فانكوفر، كندا ملعب صلب $100٬000 فردي – زوجي                                             | جوانا كونتا 6–2، 6–4                                  | كيرستن فليبكينس                               | آلا كودريافتسيفا يانينا ويكماير                 | كيكي بيرتينس أنيت كونتافيت ناو هيبينو بترا مارتيتش                                  |
| 17 أغسطس | أودلوم براون فانكوفر المفتوحة فانكوفر، كندا ملعب صلب $100٬000 فردي – زوجي                                             | جوانا كونتا ماريا سانشيز 7–6(7–5)، 6–4                | رالوكا أولارو آنا تاتيشفيلي                   | آلا كودريافتسيفا يانينا ويكماير                 | كيكي بيرتينس أنيت كونتافيت ناو هيبينو بترا مارتيتش                                  |
| 17 أغسطس | سانت بطرسبرغ، روسيا ملعب ترابي $25،000 قرعة المباريات الفردية والزوجية                                                | بولينا ليكينا 6–4، 6–3                                | ناتاليا فيكليانتسيفا                          | بولينا فينوجرادوفا أولغا يانشوك                 | ماريا مارفوتينا بيمرا أوزجن أناستاسيا بريبيلوفا فالنتينا إيفاخنينكو                 |
| 17 أغسطس | سانت بطرسبرغ، روسيا ملعب ترابي $25،000 قرعة المباريات الفردية والزوجية                                                | كارولين دانيلز ليدزيا ماروزافا 6–4، 4–6، [10–6]       | ناتيلا دزالاميدزه فيرونيكا كوديرميتوفا        | بولينا فينوجرادوفا أولغا يانشوك                 | ماريا مارفوتينا بيمرا أوزجن أناستاسيا بريبيلوفا فالنتينا إيفاخنينكو                 |
| 17 أغسطس | وانفيرسيه-باولت، بلجيكا ملعب ترابي $15،000 قرعة المباريات الفردية والزوجية                                            | إلين بويكينز 6–4، 6–2                                 | كلوي باكيوت                                   | تمارا كورباتش جويا باربييري                     | إيفا واكانو كويرين ليموين صوفي أوين ديانا مارسنكفيتشا                               |
| 17 أغسطس | وانفيرسيه-باولت، بلجيكا ملعب ترابي $15،000 قرعة المباريات الفردية والزوجية                                            | كويرين ليموين إيفا واكانو 2–6، 6–2، [10–6]            | إلين بوكيينز ألكساندرينا نايدينوفا            | تمارا كورباتش جويا باربييري                     | إيفا واكانو كويرين ليموين صوفي أوين ديانا مارسنكفيتشا                               |
| 17 أغسطس | لايبزيغ، ألمانيا ملعب ترابي $15،000 قرعة المباريات الفردية والزوجية                                                   | فاليريا ستراخوفا 7–6(9–7)، 6–1                        | جيسيكا ماليتشكوفا                             | بيا كونينغ بيترا أوبرالوفا                      | ريبيكا سرامكوفا إيكاترينا ألكسندروفا آنا زيا أليس ماتيوكسي                          |
| 17 أغسطس | لايبزيغ، ألمانيا ملعب ترابي $15،000 قرعة المباريات الفردية والزوجية                                                   | بريسيلا هون جيل تيخمان 6–1، 6–4                       | بيا كونينغ كوني بيرين                         | بيا كونينغ بيترا أوبرالوفا                      | ريبيكا سرامكوفا إيكاترينا ألكسندروفا آنا زيا أليس ماتيوكسي                          |
| 17 أغسطس | غراتس، النمسا ملعب ترابي $10،000 قرعة المباريات الفردية والزوجية                                                      | باربارا هاس 1–6، 6–1، 6–2                             | جوليا جربر                                    | إيفا زاغوراك بيا تشوك                           | لينكا جريكوفا جايد سوفريج إيفا بريموراك نينا بوتوتشنيك                              |
| 17 أغسطس | غراتس، النمسا ملعب ترابي $10،000 قرعة المباريات الفردية والزوجية                                                      | ليزا هوفباور بولونا ريبرشاك 7–5، 6–0                  | بيا بيرغليز كاثارينا كنوبل                    | إيفا زاغوراك بيا تشوك                           | لينكا جريكوفا جايد سوفريج إيفا بريموراك نينا بوتوتشنيك                              |
| 17 أغسطس | فينكوفسي، كرواتيا ملعب ترابي $10،000 قرعة المباريات الفردية والزوجية                                                  | شانتال شكاملوفا 4–6، 6–3، 7–5                         | ديانا رادانوفيتش                              | آنا بوندير ميلانا سبريمو                        | غابرييلا بانتوتشوفا ليلا بارزو فيفيان يوهازوفا كاتارينا شترشناكوفا                  |
| 17 أغسطس | فينكوفسي، كرواتيا ملعب ترابي $10،000 قرعة المباريات الفردية والزوجية                                                  | إينا بابيتش باتريشيا بولانيسكا 6–2، 3–6، [11–9]       | نينا هولانوفا كاتارينا شترشناكوفا             | آنا بوندير ميلانا سبريمو                        | غابرييلا بانتوتشوفا ليلا بارزو فيفيان يوهازوفا كاتارينا شترشناكوفا                  |
| 17 أغسطس | شرم الشيخ، مصر ملعب صلب $10،000 قرعة المباريات الفردية والزوجية                                                       | أناستازيا جريمالسكا 3–6، 7–6(9–7)، 6–4                | سارا توميتش                                   | ريشيكا سانكارا كاتارينا زافاتسكا                | سري بيدي ريدي سوجانيا بافيستيتي سارا أوتومانو كاميلا روزاتيلو                       |
| 17 أغسطس | شرم الشيخ، مصر ملعب صلب $10،000 قرعة المباريات الفردية والزوجية                                                       | سوجانيا بافيستيتي ريشيكا سانكارا 6–1، 6–1             | إيفا سيسكوفا شيلبي تالكوت                     | ريشيكا سانكارا كاتارينا زافاتسكا                | سري بيدي ريدي سوجانيا بافيستيتي سارا أوتومانو كاميلا روزاتيلو                       |
| 17 أغسطس | أولدنزال، هولندا ملعب ترابي $10،000 قرعة المباريات الفردية والزوجية نسخة محفوظة 2015-10-20 على موقع واي باك مشين.     | فالنتيني جراماتيكوبولو 7–6(7–2)، 6–3                  | كاثارينا لينيرت                               | كيلي فيرستيج كاميلا جيانجريكو كامبيز            | باتي شنايدر ماندي واجميكر سفيتلانا بيرازينكا جانكي ويكيرينك                         |
| 17 أغسطس | أولدنزال، هولندا ملعب ترابي $10،000 قرعة المباريات الفردية والزوجية نسخة محفوظة 2015-10-20 على موقع واي باك مشين.     | ستيفي ديستلمانس كيلي فيرستيج 6–3، 7–5                 | فالنتيني جراماتيكوبولو سفيتلانا بيرازينكا     | كيلي فيرستيج كاميلا جيانجريكو كامبيز            | باتي شنايدر ماندي واجميكر سفيتلانا بيرازينكا جانكي ويكيرينك                         |
| 17 أغسطس | بوخارست، رومانيا ملعب ترابي $10،000 قرعة المباريات الفردية والزوجية                                                   | ديانا بوزيان 6–3، 4–6، 6–1                            | كريستينا إيني                                 | إلينا روس فيكتوريا توموفا                       | مارينا كاتشار إيرينا فيتيكاو أناستاسيا فيدوروشين سيمونا أيونسكو                     |
| 17 أغسطس | بوخارست، رومانيا ملعب ترابي $10،000 قرعة المباريات الفردية والزوجية                                                   | ديانا بوزيان كريستينا دينو 6–0، 6–2                   | إلينا روس أوانا جورجيتا سيميون                | إلينا روس فيكتوريا توموفا                       | مارينا كاتشار إيرينا فيتيكاو أناستاسيا فيدوروشين سيمونا أيونسكو                     |
| 17 أغسطس | جمشيون، كوريا الجنوبية ملعب صلب $10،000 قرعة المباريات الفردية والزوجية                                               | كيم نا ري 6–0، 6–4                                    | كيوكا أوكامورا                                | ماكوتو نينوميا تشوي جي هي                       | لي يانغ وانغ يان هان سونغ هي تشياكي أوكاداي                                         |
| 17 أغسطس | جمشيون، كوريا الجنوبية ملعب صلب $10،000 قرعة المباريات الفردية والزوجية                                               | تشوي جي هي كيم نا ري 6–3، 6–2                         | جونغ سو هي بارك سانغ هي                       | ماكوتو نينوميا تشوي جي هي                       | لي يانغ وانغ يان هان سونغ هي تشياكي أوكاداي                                         |
| 17 أغسطس | لاس بالماس، إسبانيا ملعب ترابي $10،000 قرعة المباريات الفردية والزوجية                                                | مارتا غونزاليس إنسيناس 6–4، 2–6، 7–6(7–3)             | أناستاسيا شوشينا                              | روثيو دي لا توري سانشيز إيرين بوريو إسكوريهويلا | أناستاسيا ياكيموفا كارلوتا مولينا ميخياس كريستينا هربالوفا ليزا ماتفيينكو           |
| 17 أغسطس | لاس بالماس، إسبانيا ملعب ترابي $10،000 قرعة المباريات الفردية والزوجية                                                | تشايين إيفيك روزالي فان دير هوك 7–6(7–5)، 6–0         | مارتا غونزاليس إنسيناس إستييلا بيريز سمارريبا | روثيو دي لا توري سانشيز إيرين بوريو إسكوريهويلا | أناستاسيا ياكيموفا كارلوتا مولينا ميخياس كريستينا هربالوفا ليزا ماتفيينكو           |
| 17 أغسطس | مرسى القنطاوي، تونس ملعب صلب $10،000 قرعة المباريات الفردية والزوجية                                                  | مارغاريتا لازاريفا 3–6، 6–2، 6–2                      | يانا سيزيكوفا                                 | ديا هردجلاش ناعومي توتكا                        | آنا مورجينا شارلوت رومر باربارا بونيتش إينيس مورتا                                  |
| 17 أغسطس | مرسى القنطاوي، تونس ملعب صلب $10،000 قرعة المباريات الفردية والزوجية                                                  | صوفيا لواني ناعومي توتكا 7–5، 1–6، [10–7]             | داريا تشيرنيتسوفا يانا سيزيكوفا               | ديا هردجلاش ناعومي توتكا                        | آنا مورجينا شارلوت رومر باربارا بونيتش إينيس مورتا                                  |
| 17 أغسطس | إزمير، تركيا ملعب صلب $10،000 قرعة المباريات الفردية والزوجية                                                         | آيلة أكسو 2–6، 6–4، 7–6(7–4)                          | كيرين شلومو                                   | فاسيليسا أبوناسينكو إينا كاجيفيتش               | أرينافولز أليسيا سميث نورا نيدميرس جوليا ستاماتوفا                                  |
| 17 أغسطس | إزمير، تركيا ملعب صلب $10،000 قرعة المباريات الفردية والزوجية                                                         | نورا نيدميرس جوليا واخاتشيك 7–6(7–4)، 6–4             | آيلة أكسو أرينافولز                           | فاسيليسا أبوناسينكو إينا كاجيفيتش               | أرينافولز أليسيا سميث نورا نيدميرس جوليا ستاماتوفا                                  |
| 24 أغسطس | وينيبيغ، كندا ملعب صلب $25،000 قرعة المباريات الفردية والزوجية                                                        | كريستي آهن 6–2، 7–5                                   | شارون فيشمان                                  | جوفانا جاكسيك ميكايلا كرايتشيك                  | ماجدالينا فريتش ليودميلا كيتشينوك ألكسندرا فوزنياك إميلي ويبلي سميث                 |
| 24 أغسطس | وينيبيغ، كندا ملعب صلب $25،000 قرعة المباريات الفردية والزوجية                                                        | شارون فيشمان جوفانا جاكسيك 6–2، 6–1                   | كريستي آهن لورين جييرمو                       | جوفانا جاكسيك ميكايلا كرايتشيك                  | ماجدالينا فريتش ليودميلا كيتشينوك ألكسندرا فوزنياك إميلي ويبلي سميث                 |
| 24 أغسطس | تسوكوبا، اليابان ملعب صلب $25،000 قرعة المباريات الفردية والزوجية                                                     | لي يا-هسون 6–3، 6–3                                   | جانغ سو جونج                                  | بينجتارن بليبويتش لي سو را                      | سون زوليو نوبون ليرتشيواكارن تشانغ لينغ كاناي هيسامي                                |
| 24 أغسطس | تسوكوبا، اليابان ملعب صلب $25،000 قرعة المباريات الفردية والزوجية                                                     | لي يا-هسون ماكوتو نينوميا 6–7(4–7)، 7–6(7–2)، [10–6]  | نيشا ليرتبيتاكسينتشاي بينجتارن بليبويتش       | بينجتارن بليبويتش لي سو را                      | سون زوليو نوبون ليرتشيواكارن تشانغ لينغ كاناي هيسامي                                |
| 24 أغسطس | مامايا، رومانيا ملعب ترابي $25،000 قرعة المباريات الفردية والزوجية                                                    | آنا بوغدان 6–7(5–7)، 6–2، 6–3                         | كريستينا دينو                                 | نيكوليتا داسكالو ماريا مارفوتينا                | ألكسندرا كادانتسو صوفيا شاباتافا أمرا ساديكوفيتش ديانا بوزان                        |
| 24 أغسطس | مامايا، رومانيا ملعب ترابي $25،000 قرعة المباريات الفردية والزوجية                                                    | أناستاسيا كوماردينا صوفيا شاباتافا 6–3، 5–7، [10–8]   | زينيا كنول أمرا ساديكوفيتش                    | نيكوليتا داسكالو ماريا مارفوتينا                | ألكسندرا كادانتسو صوفيا شاباتافا أمرا ساديكوفيتش ديانا بوزان                        |
| 24 أغسطس | إيجون جي بي برو سيريز فوكسهيلز ووكينغ، المملكة المتحدة ملعب صلب 25،000 دولار قرعة المباريات الفردية والزوجية          | فيكتوريا غولوبيتش 6–4، 6–4                            | كاتي دان                                      | بيمرا أوزجن ديانا مارسنكفيتشا                   | آنا فرلجيتش ريبيكا سرامكوفا فريا كريستي كلوديا جيوفين                               |
| 24 أغسطس | إيجون جي بي برو سيريز فوكسهيلز ووكينغ، المملكة المتحدة ملعب صلب 25،000 دولار قرعة المباريات الفردية والزوجية          | كلوديا جيوفين ديسبينا باباميتشايل 6–2، 6–1            | هارييت دارت كاتي دان                          | بيمرا أوزجن ديانا مارسنكفيتشا                   | آنا فرلجيتش ريبيكا سرامكوفا فريا كريستي كلوديا جيوفين                               |
| 24 أغسطس | براونشفايغ (مدينة)، ألمانيا ملعب ترابي 15،000 دولار قرعة المباريات الفردية والزوجية                                   | جيل تيخمان 6–3، 6–3                                   | إيكاترينا ألكسندروفا                          | مارتينا بوريسكا كاثارينا ليهنرت                 | كاتارزينا كاوا ماري بينوا كارين باربات شارلوت كلاسِن                                 |
| 24 أغسطس | براونشفايغ (مدينة)، ألمانيا ملعب ترابي 15،000 دولار قرعة المباريات الفردية والزوجية                                   | مانا أيوكاوا جايا سانيسي 3–6، 7–6(7–5)، [10–4]        | شالين-دورين بيبا أناستازيا روسنوفسكا          | مارتينا بوريسكا كاثارينا ليهنرت                 | كاتارزينا كاوا ماري بينوا كارين باربات شارلوت كلاسِن                                 |
| 24 أغسطس | بانياتيكا، إيطاليا ملعب ترابي $15،000 قرعة المباريات الفردية والزوجية                                                 | آن شيفر 2–6، 6–1، 6–2                                 | تمارا زيدانسيك                                | أناستازيا جريمالسكا شيرازاد ريكس                | ألينا تاراسوفا ميلاني كلافنير جيسيكا بيري دوروتيجا إريك                             |
| 24 أغسطس | بانياتيكا، إيطاليا ملعب ترابي $15،000 قرعة المباريات الفردية والزوجية                                                 | أناستازيا جريمالسكا كرمن إيلونا 6–4، 6–2              | أليس بالدوتشي شيرازاد ريكس                    | أناستازيا جريمالسكا شيرازاد ريكس                | ألينا تاراسوفا ميلاني كلافنير جيسيكا بيري دوروتيجا إريك                             |
| 24 أغسطس | سان لويس بوتوسي، المكسيك ملعب صلب $15،000 قرعة المباريات الفردية والزوجية                                             | فيكتوريا رودريغيز 7–6(7–3)، 2–6، 6–3                  | ماريا فرناندا ألفاريز تيران                   | جوليا جونز لورين هيرنغ                          | كونستانزا غورتشيس نازاري أوربينا مونتسيرات غونزاليس هسو تشيه يو                     |
| 24 أغسطس | سان لويس بوتوسي، المكسيك ملعب صلب $15،000 قرعة المباريات الفردية والزوجية                                             | مونتسيرات غونزاليس آنا صوفيا سانشيز 4–6، 6–3، [10–8]  | ماريا فرناندا ألفيس لورا بيجوسي               | جوليا جونز لورين هيرنغ                          | كونستانزا غورتشيس نازاري أوربينا مونتسيرات غونزاليس هسو تشيه يو                     |
| 24 أغسطس | بورتشاخ، النمسا ملعب ترابي $10،000 قرعة المباريات الفردية والزوجية                                                    | جوليا غرايبر 7–6(7–5)، 6–1                            | ماري بوزكوفا                                  | كارولينا موتشوفا بيا تشوك                       | إيفون نويورث لينكا جريكوفا ناتاليا فيجدوفا بولونا ريبيرشاك                          |
| 24 أغسطس | بورتشاخ، النمسا ملعب ترابي $10،000 قرعة المباريات الفردية والزوجية                                                    | ميرا أنتونيش جوليا جربر 6–2، 6–1                      | إيفا بريموراك جانينا تولين                    | كارولينا موتشوفا بيا تشوك                       | إيفون نويورث لينكا جريكوفا ناتاليا فيجدوفا بولونا ريبيرشاك                          |
| 24 أغسطس | تشاكوفيتش، كرواتيا ملعب ترابي $10،000 قرعة المباريات الفردية والزوجية                                                 | نيكول كوبرسميث 7–6(7–2)، 3–6، 6–1                     | غابرييلا بانتوتشكوفا                          | أدريانا ليكاي أغنيس بوكاتا                      | تينا لوكاس ميلانا سبريمو نينا بوتوتشنيك كارولينا ولوداركزاك                         |
| 24 أغسطس | تشاكوفيتش، كرواتيا ملعب ترابي $10،000 قرعة المباريات الفردية والزوجية                                                 | أغنيس بوكاتا فيفيين يوهاسوفا 6–4، 6–2                 | نينا هولانوفا كاترينا سترشناكوفا              | أدريانا ليكاي أغنيس بوكاتا                      | تينا لوكاس ميلانا سبريمو نينا بوتوتشنيك كارولينا ولوداركزاك                         |
| 24 أغسطس | شرم الشيخ، مصر ملعب صلب $10،000 قرعة المباريات الفردية والزوجية                                                       | كاتارينا زافاتسكا 2–6، 6–2، 6–3                       | علا أبو ذكري                                  | مارتينا برادوفا سارة أوتومانو                   | ليزافيتا هانشاروفا كامونوان بويايام فيكتوريا مونتين لو جياكسي                       |
| 24 أغسطس | شرم الشيخ، مصر ملعب صلب $10،000 قرعة المباريات الفردية والزوجية                                                       | كامونوان بويايام فيكتوريا مونتين 7–5، 6–4             | وانغ داني يو يوانيي                           | مارتينا برادوفا سارة أوتومانو                   | ليزافيتا هانشاروفا كامونوان بويايام فيكتوريا مونتين لو جياكسي                       |
| 24 أغسطس | روتردام، هولندا ملعب ترابي $10،000 قرعة المباريات الفردية والزوجية                                                    | تشايين إيفيك 7–6(7–3)، 6–3                            | فالنتيني جراماتيكوبولو                        | صوفي أوين سفيلاتانا برازينكا                    | بريت جوكينز إلين بويكينز سوزان لامينز كيلي فيرستيج                                  |
| 24 أغسطس | روتردام، هولندا ملعب ترابي $10،000 قرعة المباريات الفردية والزوجية                                                    | روزالي فان دير هوك كيلي فيرستيج 6–7(6–8)، 6–1، [10–5] | كاثارينا هيرينغ كارين كينيل                   | صوفي أوين سفيلاتانا برازينكا                    | بريت جوكينز إلين بويكينز سوزان لامينز كيلي فيرستيج                                  |
| 24 أغسطس | كوبر (سلوفينيا)، سلوفينيا ملعب ترابي $10،000 قرعة المباريات الفردية والزوجية                                          | خولييتا إستابل 3–6، 6–4، 6–2                          | ديانا رادانوفيتش                              | آنا بوندار ريبيكا ستولمار                       | سيلفيا نجيريتش ليلا بارزو مانكا بيسلاك كاترينا كرامبيروفا                           |
| 24 أغسطس | كوبر (سلوفينيا)، سلوفينيا ملعب ترابي $10،000 قرعة المباريات الفردية والزوجية                                          | خولييتا إستابل باربارا كوتيليسوفا 3–6، 7–5، [10–7]    | يانا يابلونوفسكا مانكا بيسلاك                 | آنا بوندار ريبيكا ستولمار                       | سيلفيا نجيريتش ليلا بارزو مانكا بيسلاك كاترينا كرامبيروفا                           |
| 24 أغسطس | جيمتشون، كوريا الجنوبية ملعب صلب $10،000 قرعة المباريات الفردية والزوجية                                              | هان سونغ هي 5–7، 7–5، 4–1، انسحاب.                    | كانامي تسوجي                                  | كيم دابين كيم نا ري                             | وانغ يان يو إكسياودي تشاو دي لي جي هي                                               |
| 24 أغسطس | جيمتشون، كوريا الجنوبية ملعب صلب $10،000 قرعة المباريات الفردية والزوجية                                              | هونج سيونغ يون كيم سو جونغ 6–4، 6–7(1–7)، [10–8]      | هان سونغ هي كيم نا ري                         | كيم دابين كيم نا ري                             | وانغ يان يو إكسياودي تشاو دي لي جي هي                                               |
| 24 أغسطس | كاسلانو، سويسرا ملعب ترابي $10،000 قرعة المباريات الفردية والزوجية                                                    | جورجيا بريشيا 6–4، 6–1                                | إيفا واكانو                                   | ناتالي برزة فاندا لوكاش                         | يلينا إن-ألبون فيفيان وولف كيارا جريم كارلا تولي                                    |
| 24 أغسطس | كاسلانو، سويسرا ملعب ترابي $10،000 قرعة المباريات الفردية والزوجية                                                    | كارلا تولي إيفا واكانو 3–6، 6–3، [10–5]               | كيارا جريم نينا ستادلر                        | ناتالي برزة فاندا لوكاش                         | يلينا إن-ألبون فيفيان وولف كيارا جريم كارلا تولي                                    |
| 24 أغسطس | ميناء القنطاوي، تونس ملعب صلب $10،000 قرعة المباريات الفردية والزوجية                                                 | فاطمة النبهاني 6–1، 6–4                               | إيكاترينا كازيونوفا                           | سارة فينك ميكايلا أونتشوفا                      | مارجريتا لازاريفا كليمنس فايل ماريونا ديل بيرال فرانسين فيونا كودينو                |
| 24 أغسطس | ميناء القنطاوي، تونس ملعب صلب $10،000 قرعة المباريات الفردية والزوجية                                                 | فاطمة النبهاني ميكايلا أونتشوفا 6–2، 7–5              | مارجريتا لازاريفا صوفيا لويني                 | سارة فينك ميكايلا أونتشوفا                      | مارجريتا لازاريفا كليمنس فايل ماريونا ديل بيرال فرانسين فيونا كودينو                |
| 24 أغسطس | أنطاليا، تركيا ملعب صلب $10،000 قرعة المباريات الفردية والزوجية                                                       | لو بروليو 0–6، 7–5، 6–4                               | ميليس سيزر                                    | كسينيا جايدارزي جوليا ستاماتوفا                 | لي يونيو كيرين شلومو فاسيلسا أبوناسنكو ديبورا كيرفس                                 |
| 24 أغسطس | أنطاليا، تركيا ملعب صلب $10،000 قرعة المباريات الفردية والزوجية                                                       | ألونا فومينا ألينا ويسيل 6–3، 6–3                     | كيم جراجديك كيرين شلومو                       | كسينيا جايدارزي جوليا ستاماتوفا                 | لي يونيو كيرين شلومو فاسيلسا أبوناسنكو ديبورا كيرفس                                 |
| 31 أغسطس | نوتو، اليابان سجادة 25٬000 دولار قرعة المباريات الفردية والزوجية                                                      | لي يا-هسوان 3–6، 6–3، 6–7(12–10)                      | كيوكا اوكامورا                                | شو تشينغ ون يوكي تاناكا                         | اكي ياماسوتو ماي مينوكوشي لي سو-را ميابي اينوي                                      |
| 31 أغسطس | نوتو، اليابان سجادة 25٬000 دولار قرعة المباريات الفردية والزوجية                                                      | جانغ سو جونج لي سو-را 3–6، 6–2، [8–10]                | تشياكي اوكاداوي كيوكا اوكامورا                | شو تشينغ ون يوكي تاناكا                         | اكي ياماسوتو ماي مينوكوشي لي سو-را ميابي اينوي                                      |
| 31 أغسطس | برشلونة، إسبانيا ملعب ترابي 15٬000 دولار قرعة المباريات الفردية والزوجية                                              | ميرتل جورج 3–6، 6–7(7–2)                              | جورجينا غارسيا بيريز                          | بولينا فينوجرادوفا سنياديفي ريدي                | صوفيا شاباتافا كريستينا بوكشا استريلا كابيزا كانديلا سيوني مينديز                   |
| 31 أغسطس | برشلونة، إسبانيا ملعب ترابي 15٬000 دولار قرعة المباريات الفردية والزوجية                                              | أليونا بولسوفا زادوينوف غايا سانيسي 3–6، 4–6          | استريلا كابيزا كانديلا ألكسندرا كوراشفيلي     | بولينا فينوجرادوفا سنياديفي ريدي                | صوفيا شاباتافا كريستينا بوكشا استريلا كابيزا كانديلا سيوني مينديز                   |
| 31 أغسطس | سانت بولتن، النمسا ملعب ترابي 10٬000 دولار قرعة المباريات الفردية والزوجية                                            | بيا كونينغ 0–6، 6–3، 5–7                              | ديانا شوموفا                                  | جوستينا ججيولكا ليزا ماريا موزر                 | ريبيكا سرامكوفا جوليا جربر جانينا تولين ناتاشا بريدل                                |
| 31 أغسطس | سانت بولتن، النمسا ملعب ترابي 10٬000 دولار قرعة المباريات الفردية والزوجية                                            | بيا كونينغ ريبيكا سرامكوفا 2–6، 2–6                   | نورا نيدميرس تينا طهراني                      | جوستينا ججيولكا ليزا ماريا موزر                 | ريبيكا سرامكوفا جوليا جربر جانينا تولين ناتاشا بريدل                                |
| 31 أغسطس | إنجيس، بلجيكا ملعب ترابي $10،000 قرعة المباريات الفردية والزوجية                                                      | كاثارينا لينرت 3–6، 6–2، 1–6                          | فيفيان هايسن                                  | كارين كينيل صوفي أوين                           | نيكي لوتيخوس مارغو ديكر لارا ميشيل بيبيان ويجيرس                                    |
| 31 أغسطس | إنجيس، بلجيكا ملعب ترابي $10،000 قرعة المباريات الفردية والزوجية                                                      | كارين كينيل لارا ميشيل 0–6، 4–6                       | مارغو بوفي هيلين شولسن                        | كارين كينيل صوفي أوين                           | نيكي لوتيخوس مارغو ديكر لارا ميشيل بيبيان ويجيرس                                    |
| 31 أغسطس | بول، كرواتيا ملعب ترابي $10،000 قرعة المباريات الفردية والزوجية                                                       | آنا بوندار 4–6، 2–6                                   | تينا لوكاس                                    | أناستازيا فدوفينكو ماغدالينا بانتوتشكوفا        | ناتاليا شيبك سيلفيا نجيريتش أدريانا ليكاي لوكا ناغيميهاي                            |
| 31 أغسطس | بول، كرواتيا ملعب ترابي $10،000 قرعة المباريات الفردية والزوجية                                                       | أدريانا ليكاي سيلفيا نجيريتش 6–4، 7–5                 | آنا بوندار ريبيكا ستولمار                     | أناستازيا فدوفينكو ماغدالينا بانتوتشكوفا        | ناتاليا شيبك سيلفيا نجيريتش أدريانا ليكاي لوكا ناغيميهاي                            |
| 31 أغسطس | براغ، جمهورية التشيك ملعب ترابي $10،000 قرعة المباريات الفردية والزوجية نسخة محفوظة 2016-03-31 على موقع واي باك مشين. | باتي شنايدر 6–1، 6–2                                  | زوزانا لوكناروفا                              | كارولينا موتشوفا إيفا روتاروفا                  | لورا بيجوسي يانا جابلونوفسكا آنا فربينسكا إيكاترينا ألكسندروفا                      |
| 31 أغسطس | براغ، جمهورية التشيك ملعب ترابي $10،000 قرعة المباريات الفردية والزوجية نسخة محفوظة 2016-03-31 على موقع واي باك مشين. | زوزانا لوكناروفا لورا بيجوسي 6–3، 6–7(4–7)، [10–6]    | يانا جابلونوفسكا فندولا جوفينكوفا             | كارولينا موتشوفا إيفا روتاروفا                  | لورا بيجوسي يانا جابلونوفسكا آنا فربينسكا إيكاترينا ألكسندروفا                      |
| 31 أغسطس | شرم الشيخ، مصر ملعب صلب $10،000 قرعة المباريات الفردية والزوجية                                                       | يو يوانيي 6–3، 6–1                                    | يانا سيزيكوفا                                 | كامونووان بوايام فيكتوريا مونتيان               | علا أبو ذكري كانيكا فايديا لو جياكسي بريندا نجكي                                    |
| 31 أغسطس | شرم الشيخ، مصر ملعب صلب $10،000 قرعة المباريات الفردية والزوجية                                                       | يوليا بريزغالوفا كانيكا فايديا 7–6(7–4)، 6–4          | إيلا ليفو روزا تيمونين                        | كامونووان بوايام فيكتوريا مونتيان               | علا أبو ذكري كانيكا فايديا لو جياكسي بريندا نجكي                                    |
| 31 أغسطس | كريات جات، إسرائيل ملعب صلب $10،000 قرعة المباريات الفردية والزوجية                                                   | دينيز خازانيوك 3–6، 0–6                               | آنا فيسيلينوفيتش                              | ساراي سترينباخ ماي كيمهي                        | فاليريا باتيوك فاليريا نيكولاييف تالیا زندبرغ فرانسيسكا ستيفنسون                    |
| 31 أغسطس | كريات جات، إسرائيل ملعب صلب $10،000 قرعة المباريات الفردية والزوجية                                                   | فرانسيسكا ستيفنسون آنا فيسيلينوفيتش 6–3، 7–5          | ماي كيمهي مايا طهان                           | ساراي سترينباخ ماي كيمهي                        | فاليريا باتيوك فاليريا نيكولاييف تالیا زندبرغ فرانسيسكا ستيفنسون                    |
| 31 أغسطس | دوينو اوريسينا، إيطاليا ملعب ترابي $10،000 قرعة المباريات الفردية والزوجية                                            | جورجيا بريشيا 3–6، 6–7(4–7)، 1–6                      | فاندا لوكاش                                   | إيليني دانيليدو بيا تشوك                        | إيفا بريموراك كاميلا سكالا إيفا زاغوراك ستيفانيا روبييني                            |
| 31 أغسطس | دوينو اوريسينا، إيطاليا ملعب ترابي $10،000 قرعة المباريات الفردية والزوجية                                            | كاميلا جيانجريكو كامبيز إريكا فوغيلسانغ 2–6، 5–7      | بيا برغليز سارة بالشيش                        | إيليني دانيليدو بيا تشوك                        | إيفا بريموراك كاميلا سكالا إيفا زاغوراك ستيفانيا روبييني                            |
| 31 أغسطس | فرنياتشكا بانيا، صربيا ملعب ترابي $10،000 قرعة المباريات الفردية والزوجية                                             | لينا گيورچيسكا 6–7(4–7)، 1–6، 0–6                     | نينا بوتوتشنيك                                | غابرييلا هوراتشكوفا آنا فيكتوريا گوببي مونلاو   | غوليتا إستابلي كريستينا ميليتش شانتال شكاملوفا آنا ماخوركينا                        |
| 31 أغسطس | فرنياتشكا بانيا، صربيا ملعب ترابي $10،000 قرعة المباريات الفردية والزوجية                                             | لينا گيورچيسكا شانتال شكاملوفا 4–6، 0–6               | مارينا لازيتش بويانا مارينكوفيتش              | غابرييلا هوراتشكوفا آنا فيكتوريا گوببي مونلاو   | غوليتا إستابلي كريستينا ميليتش شانتال شكاملوفا آنا ماخوركينا                        |
| 31 أغسطس | يونگول، كوريا الجنوبية ملعب صلب $10،000 قرعة المباريات الفردية والزوجية                                               | يو إكسياودي 1–6، 3–6                                  | هان سونغ هي                                   | هونج سيونغ يون تشاو دي                          | جيونج يونج وون جي ها يونج ميزونو كيجما لي جي هي                                     |
| 31 أغسطس | يونگول، كوريا الجنوبية ملعب صلب $10،000 قرعة المباريات الفردية والزوجية                                               | هان سونغ هي هونج سيونغ يون 7–5، 3–6، [10–7]           | يو إكسياودي زانج يوكو                         | هونج سيونغ يون تشاو دي                          | جيونج يونج وون جي ها يونج ميزونو كيجما لي جي هي                                     |
| 31 أغسطس | بورت القنطاوي، تونس ملعب صلب $10،000 قرعة المباريات الفردية والزوجية                                                  | مانو أركانجيولي 6–4، 6–3                              | شيراز بشري                                    | ميكايلا أونتشوفا فاطمة النبهاني                 | إدين دي أوليفيرا أغاتا بينكوسكا داريا تشيرنيتسوفا مارجريتا لازاريفا                 |
| 31 أغسطس | بورت القنطاوي، تونس ملعب صلب $10،000 قرعة المباريات الفردية والزوجية                                                  | مانو أركانجيولي ميكايلا أونتشوفا 6–0، 6–1             | فيرا أليشييفا ماريا زوتوفا                    | ميكايلا أونتشوفا فاطمة النبهاني                 | إدين دي أوليفيرا أغاتا بينكوسكا داريا تشيرنيتسوفا مارجريتا لازاريفا                 |
| 31 أغسطس | أنطاليا، تركيا ملعب صلب $10،000 قرعة المباريات الفردية والزوجية                                                       | لو بروليو 6–1، 6–1                                    | نينا ستويانوفيتش                              | ديسبينا باباميتشايل كريستيانا فيراندو           | فاسيليسا أبوناسينكو كايزا رينالدو بيرسون أيميت يزكاتيغي باربورا شتيفكوفا            |
| 31 أغسطس | أنطاليا، تركيا ملعب صلب $10،000 قرعة المباريات الفردية والزوجية                                                       | ديسبينا باباميتشايل نينا ستويانوفيتش 1–6، 6–1، [10–5] | كريستيانا فيراندو كيارا جريم                  | ديسبينا باباميتشايل كريستيانا فيراندو           | فاسيليسا أبوناسينكو كايزا رينالدو بيرسون أيميت يزكاتيغي باربورا شتيفكوفا            |

### سبتمبر
| الأسبوع   | البطولة                                                                                            | الفائزات                                                      | الوصيفات                                  | المتأهلات لنصف النهائي                         | المتأهلات لربع النهائي                                                  |
| --------- | -------------------------------------------------------------------------------------------------- | ------------------------------------------------------------- | ----------------------------------------- | ---------------------------------------------- | ----------------------------------------------------------------------- |
| 7 سبتمبر  | Engie Open de Biarritz بياريتز، فرنسا ملعب ترابي $100،000 Singles – Doubles                        | لورا سيجموند 7–5، 6–3                                         | رومينا أوبراندي                           | كلارا كوكالوفا تيليانا بيريرا                  | مارينا زانيفسكا أناستازيا سيفاستوفا ستيفاني فريتز Cindy Burger          |
| 7 سبتمبر  | Engie Open de Biarritz بياريتز، فرنسا ملعب ترابي $100،000 Singles – Doubles                        | باشاك إرايدن ليدزيا ماروزافا 6–4، 6–4                         | ريكا-لوسا جاني ستيفاني فوجت               | كلارا كوكالوفا تيليانا بيريرا                  | مارينا زانيفسكا أناستازيا سيفاستوفا ستيفاني فريتز Cindy Burger          |
| 7 سبتمبر  | Allianz Cup صوفيا، بلغاريا ملعب ترابي $25،000 قرعة المباريات الفردية والزوجية                      | آنا بوغدان 6–2، 3–6، 7–5                                      | فيكتوريا كامنسكايا                        | بولينا ليكينا صوفيا شاباتافا                   | يوليا بيجيلزيمير كريستينا دينو باربارا هاس ميهايلا بوزارنيسكو           |
| 7 سبتمبر  | Allianz Cup صوفيا، بلغاريا ملعب ترابي $25،000 قرعة المباريات الفردية والزوجية                      | صوفيا شاباتافا أناستاسيا فاسيليفا 6–2، 6–2                    | إليتسا كوستوفا كاتيرينا كرابرروفا         | بولينا ليكينا صوفيا شاباتافا                   | يوليا بيجيلزيمير كريستينا دينو باربارا هاس ميهايلا بوزارنيسكو           |
| 7 سبتمبر  | باطوم، جورجيا ملعب صلب $25،000 قرعة المباريات الفردية والزوجية                                     | تشالا بويوكاكاتشاي 6–2، 6–0                                   | ألينا تاراسوڤا                            | نيجينا أبدوريموفا أولغا إيانتشوك               | تيناتين كافلاشفيلي صوفيا كفاتسابايا أكجول أمانمورادوف ناتيلا دزالاميدزه |
| 7 سبتمبر  | باطوم، جورجيا ملعب صلب $25،000 قرعة المباريات الفردية والزوجية                                     | ناتيلا دزالاميدزه ألينا تاراسوڤا 5–7، 6–1، [10–7]             | أنجلينا جابوڤا إليزافيتا إيانتشوك         | نيجينا أبدوريموفا أولغا إيانتشوك               | تيناتين كافلاشفيلي صوفيا كفاتسابايا أكجول أمانمورادوف ناتيلا دزالاميدزه |
| 7 سبتمبر  | تيان إنترناشيونال ألفن آن دن راين، هولندا ملعب ترابي $25،000 قرعة المباريات الفردية والزوجية       | ماري بينوا 5–7، 6–3، 6–4                                      | تينا لوكاس                                | ريتشل هوجينكامب ليسلي كيرخوف                   | أرانتشا روس جويا باربييري إيفانا جوروفيتش كيرين ليموين                  |
| 7 سبتمبر  | تيان إنترناشيونال ألفن آن دن راين، هولندا ملعب ترابي $25،000 قرعة المباريات الفردية والزوجية       | كيرين ليموين إيفا واتكانو 3–6، 6–4، [10–7]                    | ليسلي كيرخوف أرانتشا روس                  | ريتشل هوجينكامب ليسلي كيرخوف                   | أرانتشا روس جويا باربييري إيفانا جوروفيتش كيرين ليموين                  |
| 7 سبتمبر  | بيتانج، لوكسمبورغ ملعب صلب (indoor) $15،000 قرعة المباريات الفردية والزوجية                        | غريت مينين 6–0، 3–6، 6–3                                      | ميكايلا أونتشوفا                          | سوزان سيليك إيلين بويكينس                      | هارييت دارت سارة توميك بيا كونينغ ديا هردجلاش                           |
| 7 سبتمبر  | بيتانج، لوكسمبورغ ملعب صلب (indoor) $15،000 قرعة المباريات الفردية والزوجية                        | ميكايلا بوف كريستينا ديشكوفا 6–2، 6–3                         | مانو أركانجيولي هارييت دارت               | سوزان سيليك إيلين بويكينس                      | هارييت دارت سارة توميك بيا كونينغ ديا هردجلاش                           |
| 7 سبتمبر  | بول، كرواتيا ملعب ترابي $10،000 قرعة المباريات الفردية والزوجية                                    | آنا بوندار 7–5، 6–4                                           | ماجدالينا بانتوشكوفا                      | ألكسندرا نانكاراو ناتاليا شيبك                 | لوكا ناجيميهالي ريبيكا ستولمار باربارا كوتيليسوفا ني ما زوما            |
| 7 سبتمبر  | بول، كرواتيا ملعب ترابي $10،000 قرعة المباريات الفردية والزوجية                                    | ستيفي كاراذرس ألينا سيليتش 7–6(7–3)، 3–6، [10–5]              | باربارا كوتيليسوفا ناتاليا شيبك           | ألكسندرا نانكاراو ناتاليا شيبك                 | لوكا ناجيميهالي ريبيكا ستولمار باربارا كوتيليسوفا ني ما زوما            |
| 7 سبتمبر  | براغ، جمهورية التشيك ملعب ترابي $10،000 قرعة المباريات الفردية والزوجية                            | لينكا جريكوفا 6–3، 6–4                                        | كاثارينا لينيرت                           | تيريزا ماليكوفا بيترا ميلونوفا                 | ناديا كولب داشا إيفانوفا زوزانا زالابسكا أغنيس بوكيتا                   |
| 7 سبتمبر  | براغ، جمهورية التشيك ملعب ترابي $10،000 قرعة المباريات الفردية والزوجية                            | مارينا كولب ناديا كولب 6–4، 6–2                               | تينا تهراني كارولينا ولوداركزاك           | تيريزا ماليكوفا بيترا ميلونوفا                 | ناديا كولب داشا إيفانوفا زوزانا زالابسكا أغنيس بوكيتا                   |
| 7 سبتمبر  | شرم الشيخ، مصر ملعب صلب $10،000 قرعة المباريات الفردية والزوجية                                    | فيكتوريا مونتان 6–1، 6–0                                      | لو جياشي                                  | كامونوان بوايام يانا سيزيكوفا                  | يو يواني بريت غوكينس يوليا بريزغالوفا بريندا نجوكي                      |
| 7 سبتمبر  | شرم الشيخ، مصر ملعب صلب $10،000 قرعة المباريات الفردية والزوجية                                    | بريت غوكينس فيكتوريا مونتان 1–6، 6–3، [10–8]                  | كامونوان بوايام يانا سيزيكوفا             | كامونوان بوايام يانا سيزيكوفا                  | يو يواني بريت غوكينس يوليا بريزغالوفا بريندا نجوكي                      |
| 7 سبتمبر  | حيدر آباد، الهند ملعب ترابي $10،000 قرعة المباريات الفردية والزوجية                                | سنيهاذيفي ريدي 7–6(7–4)، 7–5                                  | ساي تشامارثي                              | بريرنا بهامبري سري بيدي ريدي                   | ريشيكا سانكارا شفيتا رانا نيدهي تشيلومولا سوجانيا بافيستي               |
| 7 سبتمبر  | حيدر آباد، الهند ملعب ترابي $10،000 قرعة المباريات الفردية والزوجية                                | سوجانيا بافيستي ريشيكا سانكارا 6–3، 6–4                       | بريرنا بهامبري برارتنا ثومباري            | بريرنا بهامبري سري بيدي ريدي                   | ريشيكا سانكارا شفيتا رانا نيدهي تشيلومولا سوجانيا بافيستي               |
| 7 سبتمبر  | طبريا، إسرائيل ملعب صلب $10،000 قرعة المباريات الفردية والزوجية                                    | دينيز خزانيك 6–0، 7–5                                         | نعومي توتكا                               | ساراي ستيرينباخ فرانسيسكا ستيفنسون             | آنا فيسيلينوفيتش كيرين شلومو فان شيانغ سينغ لي كاثارينا هيرنغ           |
| 7 سبتمبر  | طبريا، إسرائيل ملعب صلب $10،000 قرعة المباريات الفردية والزوجية                                    | كاثارينا هيرنغ نعومي توتكا 6–4، 7–6(7–5)                      | فرانسيسكا ستيفنسون آنا فيسيلينوفيتش       | ساراي ستيرينباخ فرانسيسكا ستيفنسون             | آنا فيسيلينوفيتش كيرين شلومو فان شيانغ سينغ لي كاثارينا هيرنغ           |
| 7 سبتمبر  | بولا، إيطاليا ملعب ترابي $10،000 قرعة المباريات الفردية والزوجية                                   | أليس بالدوتشي 6–3، 6–2                                        | كارلا تولي                                | ديسبينا باباميتشايل كاميلا سكالا               | فيديريكا أرتشيديكونو كيمبرلي زيمرمان مارتينا دي جوزيبي آنا ريموندينا    |
| 7 سبتمبر  | بولا، إيطاليا ملعب ترابي $10،000 قرعة المباريات الفردية والزوجية                                   | ديسبينا باباميتشايل كارلا تولي 6–3، 6–4                       | نينا ستادلر كيمبرلي زيمرمان               | ديسبينا باباميتشايل كاميلا سكالا               | فيديريكا أرتشيديكونو كيمبرلي زيمرمان مارتينا دي جوزيبي آنا ريموندينا    |
| 7 سبتمبر  | كيوتو، اليابان ملعب صلب (داخلي) $10،000 قرعة المباريات الفردية والزوجية                            | ساتشي إيشيزو 3–6، 6–1، 6–1                                    | يورينا كوشينو                             | أكاري إينو ميكي ميامرا                         | لي بي-تشي شيهو أكيتا تشيهيرو نونومي تشياكي أوكاداوي                     |
| 7 سبتمبر  | كيوتو، اليابان ملعب صلب (داخلي) $10،000 قرعة المباريات الفردية والزوجية                            | أكاري إينو ميكي ميامرا 6–3، 6–0                               | شو تشينغ ون لي بي-تشي                     | أكاري إينو ميكي ميامرا                         | لي بي-تشي شيهو أكيتا تشيهيرو نونومي تشياكي أوكاداوي                     |
| 7 سبتمبر  | يونغول، كوريا الجنوبية ملعب صلب $10،000 قرعة المباريات الفردية والزوجية                            | يو إكسياودي 7–5، 6–2                                          | تشاو دي                                   | جونغ سونام تشانغ يوكو                          | تشوي جي-هي لي سي-جين شينغ يوكي كانامي تسوجي                             |
| 7 سبتمبر  | يونغول، كوريا الجنوبية ملعب صلب $10،000 قرعة المباريات الفردية والزوجية                            | كيم دابين وي زانلان 6–1، 6–0                                  | شينغ يوكي تشاو دي                         | جونغ سونام تشانغ يوكو                          | تشوي جي-هي لي سي-جين شينغ يوكي كانامي تسوجي                             |
| 7 سبتمبر  | ميناء القنطاوي، تونس ملعب صلب $10،000 قرعة المباريات الفردية والزوجية                              | جوزفين بواليم 7–6(7–4)، 6–0                                   | شيراز بشري                                | مارغريتا لازاريفا صدفمه توليبوفا               | ماريانا ناتالي بولين باييت آنا يوفانوفيتش أغاتا بيينكوفسكا              |
| 7 سبتمبر  | ميناء القنطاوي، تونس ملعب صلب $10،000 قرعة المباريات الفردية والزوجية                              | شيراز بشري فاليريا ميشينا 6–3، 6–3                            | فيديريكا جو غارديللا ماريانا ناتالي       | مارغريتا لازاريفا صدفمه توليبوفا               | ماريانا ناتالي بولين باييت آنا يوفانوفيتش أغاتا بيينكوفسكا              |
| 7 سبتمبر  | أنطاليا، تركيا ملعب صلب $10،000 قرعة المباريات الفردية والزوجية                                    | كسينيا غايدارزي 7–6(7–3)، 6–1                                 | فاني أوستلوند                             | كاجسا رينالدو بيرسون كيارا فرافولي             | إينا كاجيفيتش شانتال شكاملوفا جاكلين كباج أواد ناتاشا بريدل             |
| 7 سبتمبر  | أنطاليا، تركيا ملعب صلب $10،000 قرعة المباريات الفردية والزوجية                                    | جاكلين كباج أواد كاجسا رينالدو بيرسون 6–3، 6–4                | سارا جيمينيز فاني أوستلوند                | كاجسا رينالدو بيرسون كيارا فرافولي             | إينا كاجيفيتش شانتال شكاملوفا جاكلين كباج أواد ناتاشا بريدل             |
| 14 سبتمبر | L'Open Emeraude Solaire de Saint-Malo سان مالو، فرنسا ملعب ترابي $50٬000+H فردي – زوجي             | داريا كاساتكينا 7–5، 7–6(4–7)                                 | لورا سيجموند                              | ستيفاني فوجت لورديس دومينغيز لينو              | تيليانا بيريرا لورا بوس تيو أناستازيا سيفاستوفا كايا كانيبي             |
| 14 سبتمبر | L'Open Emeraude Solaire de Saint-Malo سان مالو، فرنسا ملعب ترابي $50٬000+H فردي – زوجي             | كريستينا كوكوفا أناستازيا سيفاستوفا 6–7(1–7)، 6–3، [5–10]     | ماريا مارفوتينا ناتاليا فيكليانتسيفا      | ستيفاني فوجت لورديس دومينغيز لينو              | تيليانا بيريرا لورا بوس تيو أناستازيا سيفاستوفا كايا كانيبي             |
| 14 سبتمبر | دوبريتش، بلغاريا ملعب ترابي $25٬000 قرعة المباريات الفردية والزوجية                                | تمارا زيدانسيك 6–3، 6–2                                       | بولينا ليكينا                             | تشالا بويوكاكاتشاي كريستينا دينو               | كاتيرينا كرامبيروفا إيزابيلا شنيكوفا آن شيفر آنا بوغدان                 |
| 14 سبتمبر | دوبريتش، بلغاريا ملعب ترابي $25٬000 قرعة المباريات الفردية والزوجية                                | صوفيا شاباتافا أناستاسيا فاسيليفا 6–2، 6–0                    | إليتسا كوستوفا كاتيرينا كرامبيروفا        | تشالا بويوكاكاتشاي كريستينا دينو               | كاتيرينا كرامبيروفا إيزابيلا شنيكوفا آن شيفر آنا بوغدان                 |
| 14 سبتمبر | مونتيري، المكسيك ملعب صلب $25٬000 قرعة المباريات الفردية والزوجية                                  | تيريزا مردجا 6–0، 6–7(2–7)، 6–3                               | أليكسا غواراشي                            | فيكتوريا رودريغيز ماري بوزكوفا                 | دليلا ياكوبوفيتش جاسمين باوليني اليسي ميرتنز ناديه بودوروسكا            |
| 14 سبتمبر | مونتيري، المكسيك ملعب صلب $25٬000 قرعة المباريات الفردية والزوجية                                  | تادجا ماجريتش كوني بيرين 7–5، 6–3                             | أليكسا غواراشي هسو تشيه يو                | فيكتوريا رودريغيز ماري بوزكوفا                 | دليلا ياكوبوفيتش جاسمين باوليني اليسي ميرتنز ناديه بودوروسكا            |
| 14 سبتمبر | Royal Cup NLB Montenegro بودغوريتسا، مونتينيغرو ملعب ترابي $25،000 قرعة المباريات الفردية والزوجية | باربارا هاس 6–3، 6–1                                          | دوروتييا إريتش                            | غابريلا بانتوشكوفا ديا هردجلاش                 | يانا فيت فيونا فيرو مارتينا تريفيسان تينا لوكاس                         |
| 14 سبتمبر | Royal Cup NLB Montenegro بودغوريتسا، مونتينيغرو ملعب ترابي $25،000 قرعة المباريات الفردية والزوجية | لينا غيورشييسكا ميليس سيزر 6–0، 6–0                           | نيكوليتا بولاتوفيتش نينا كاليزيتش         | غابريلا بانتوشكوفا ديا هردجلاش                 | يانا فيت فيونا فيرو مارتينا تريفيسان تينا لوكاس                         |
| 14 سبتمبر | ردينغ، الولايات المتحدة ملعب صلب $25،000 قرعة المباريات الفردية والزوجية                           | هايدي الطباخ 6–1، 6–3                                         | شيرازاد ريكس                              | فانيا كينغ باولا كريستينا غونسالفيس            | كيتلين ووريسكي كلارتجي ليبينز آنا زيا فاراتشايا وونجتينتشاي             |
| 14 سبتمبر | ردينغ، الولايات المتحدة ملعب صلب $25،000 قرعة المباريات الفردية والزوجية                           | أشلي وينهولد كيتلين ووريسكي 6–2، 7–5                          | ميشيل سامونس فاراتشايا وونجتينتشاي        | فانيا كينغ باولا كريستينا غونسالفيس            | كيتلين ووريسكي كلارتجي ليبينز آنا زيا فاراتشايا وونجتينتشاي             |
| 14 سبتمبر | تلمسان، الجزائر ملعب ترابي $10،000 قرعة المباريات الفردية والزوجية                                 | ديبورا كيرفس 3–6، 3–6                                         | نورا نيدميرس                              | مارين بارتود ياسمين جيباوي                     | اماندين كازو إيناس إيبو بولينا نوفوسيلوفا كاساندرا دافسني               |
| 14 سبتمبر | تلمسان، الجزائر ملعب ترابي $10،000 قرعة المباريات الفردية والزوجية                                 | ديبورا كيرفس مارين بارتود 3–6، 6–4، [6–10]                    | اماندين كازو نورا نيدميرس                 | مارين بارتود ياسمين جيباوي                     | اماندين كازو إيناس إيبو بولينا نوفوسيلوفا كاساندرا دافسني               |
| 14 سبتمبر | برتشكو، البوسنة والهرسك ملعب ترابي $10،000 قرعة المباريات الفردية والزوجية                         | نينا أليباليتش 4–6، 6–4، 6–7(3–7)                             | نينا بوتوتشنيك                            | تمارا تشروفيتش ليلا بارزو                      | آنا ماخوركينا تشيلا أرغيلان أغنس بوكطا أنيتا حساريتش                    |
| 14 سبتمبر | برتشكو، البوسنة والهرسك ملعب ترابي $10،000 قرعة المباريات الفردية والزوجية                         | أغنس بوكطا فيفيان يوهاسوفا 7–5، 4–6، [8–10]                   | أنيتا حساريتش جانينا تولين                | تمارا تشروفيتش ليلا بارزو                      | آنا ماخوركينا تشيلا أرغيلان أغنس بوكطا أنيتا حساريتش                    |
| 14 سبتمبر | بول، كرواتيا ملعب ترابي $10،000 قرعة المباريات الفردية والزوجية                                    | ميلاني ستوك 7–5، 3–6، 4–6                                     | إيفا بريموراتش                            | كارين كينيل ناتاليا فاجدوفا                    | ناتاليا شيبيك سزابينا سزلافيكوفيكس هيلدا ميلاندر بولونا ريبرشاك         |
| 14 سبتمبر | بول، كرواتيا ملعب ترابي $10،000 قرعة المباريات الفردية والزوجية                                    | لينكا كونشيكوفا جوليا فاشاتشيك 3–6، 6–4، [6–10]               | كارين كينيل إيفا بريموراتش                | كارين كينيل ناتاليا فاجدوفا                    | ناتاليا شيبيك سزابينا سزلافيكوفيكس هيلدا ميلاندر بولونا ريبرشاك         |
| 14 سبتمبر | شرم الشيخ، مصر ملعب صلب $10،000 قرعة المباريات الفردية والزوجية                                    | جاكلين كريستيان 4–6، 1–6                                      | مادري لو رو                               | كسينيا بيكير جيادا كليريشي                     | أناستاسيا سايتوفا بريندا نجوكو فريا كريستي سابينا شايدولينا             |
| 14 سبتمبر | شرم الشيخ، مصر ملعب صلب $10،000 قرعة المباريات الفردية والزوجية                                    | لو جياشي بريندا نجوكو 6–4، 6–7(4–7)، [5–10]                   | فريا كريستي جاكلين كريستيان               | كسينيا بيكير جيادا كليريشي                     | أناستاسيا سايتوفا بريندا نجوكو فريا كريستي سابينا شايدولينا             |
| 14 سبتمبر | تيلافي أوبن تيلافي، جورجيا ملعب ترابي $10،000 قرعة المباريات الفردية والزوجية                      | إيكاترين جورجودزي 5–7، 6–2، 6–2                               | آني أميراغيان                             | سابينا شاريبوفا أناستازيا بريبيلوفا            | بولينا نوفيكوفا داريا لوديكوفا أمينة أنشبا فالنتينا كوليكوفا            |
| 14 سبتمبر | تيلافي أوبن تيلافي، جورجيا ملعب ترابي $10،000 قرعة المباريات الفردية والزوجية                      | آني أميراغيان أمينة أنشبا 6–1، 6–1                            | بولينا غولوبوفسكايا ألينا كيسليتسكايا     | سابينا شاريبوفا أناستازيا بريبيلوفا            | بولينا نوفيكوفا داريا لوديكوفا أمينة أنشبا فالنتينا كوليكوفا            |
| 14 سبتمبر | حيدر أباد، الهند ملعب ترابي $10،000 قرعة المباريات الفردية والزوجية                                | فاطمة النبهاني 6–4، 6–0                                       | بريرنا بهايمبري                           | برارثانا ثومبار ريشيكا سانكارا                 | سوجانيا بافيستيتي شارمادا بالو شيتا رانا برانجالا يادلابالي             |
| 14 سبتمبر | حيدر أباد، الهند ملعب ترابي $10،000 قرعة المباريات الفردية والزوجية                                | فاطمة النبهاني بريرنا بهايمبري 7–5، 6–2                       | شارمادا بالو برارثانا ثومبار              | برارثانا ثومبار ريشيكا سانكارا                 | سوجانيا بافيستيتي شارمادا بالو شيتا رانا برانجالا يادلابالي             |
| 14 سبتمبر | بولا، إيطاليا ملعب ترابي $10،000 قرعة المباريات الفردية والزوجية                                   | أماندا كاريراس 6–4، 6–3                                       | جيسيكا بييري                              | كورينا دينتوني مارتينا دي جوزيبي               | بيانكا توراتي فالنتين كونفالونييري كاميلا سكالا تيس سوغنيو              |
| 14 سبتمبر | بولا، إيطاليا ملعب ترابي $10،000 قرعة المباريات الفردية والزوجية                                   | نينا ستادلر كيمبرلي زيمرمان 6–0، 6–1                          | أليس بالدوتشي كاميلا سكالا                | كورينا دينتوني مارتينا دي جوزيبي               | بيانكا توراتي فالنتين كونفالونييري كاميلا سكالا تيس سوغنيو              |
| 14 سبتمبر | مدريد، إسبانيا ملعب صلب $10،000 قرعة المباريات الفردية والزوجية                                    | كريستينا سانشيز كوينتانا 6–2، 6–2                             | إيكاترينا ياشينا                          | إستريلا كابيزا كانديلا روثيو دي لا توري سانشيز | إلينا بيلينوفا إستيل كاسينو إيزابيل والاس إيريني بوريو إسكوريهيلا       |
| 14 سبتمبر | مدريد، إسبانيا ملعب صلب $10،000 قرعة المباريات الفردية والزوجية                                    | إستريلا كابيزا كانديلا كريستينا سانشيز كوينتانا 7–6(7–4)، 7–5 | ديبورا كيزا إيزابيل والاس                 | إستريلا كابيزا كانديلا روثيو دي لا توري سانشيز | إلينا بيلينوفا إستيل كاسينو إيزابيل والاس إيريني بوريو إسكوريهيلا       |
| 14 سبتمبر | ميناء القنطاوي، تونس ملعب صلب $10،000 قرعة المباريات الفردية والزوجية                              | مجالي كيمبن 6–2، 1–6، 6–4                                     | جوزفين بواليم                             | مانو أركانجيولي مارغريتا لازاريفا              | أولغا دوروشينا صدف محمد طاليبوفا دانا كريمر آنا يوفانوفيتش              |
| 14 سبتمبر | ميناء القنطاوي، تونس ملعب صلب $10،000 قرعة المباريات الفردية والزوجية                              | مانو أركانجيولي صدف محمد طاليبوفا 3–6، 6–3، [10–6]            | أولغا دوروشينا مارغريتا لازاريفا          | مانو أركانجيولي مارغريتا لازاريفا              | أولغا دوروشينا صدف محمد طاليبوفا دانا كريمر آنا يوفانوفيتش              |
| 14 سبتمبر | أنطاليا، تركيا ملعب صلب $10،000 قرعة المباريات الفردية والزوجية                                    | مارتا بايجينا 7–6(7–3)، 6–3                                   | شانتال شكاملوفا                           | إيلزي هاتينغ أناستاسيا جاسانوفا                | كاثينكا فون ديكمان جاكلين كاباج أواد ليزا ماريا موزر وانغ يان           |
| 14 سبتمبر | أنطاليا، تركيا ملعب صلب $10،000 قرعة المباريات الفردية والزوجية                                    | إيلزي هاتينغ شانتال شكاملوفا 7–6(7–3)، 3–6، [10–2]            | أغاتا بارانسكا وانغ يان                   | إيلزي هاتينغ أناستاسيا جاسانوفا                | كاثينكا فون ديكمان جاكلين كاباج أواد ليزا ماريا موزر وانغ يان           |
| 14 سبتمبر | بوتشا، أوكرانيا ملعب ترابي $10،000 قرعة المباريات الفردية والزوجية                                 | فيكتوريا كان 4–6، 6–2، 6–0                                    | ألكسندرا بيربر                            | أليونا سوتنيكوفا جانا بوزنيخيرينكو             | هيلين بلسكينا أناستاسيا شوشينا كسينيا أولوكان كامليا كيريمبايفا         |
| 14 سبتمبر | بوتشا، أوكرانيا ملعب ترابي $10،000 قرعة المباريات الفردية والزوجية                                 | ألونا فومينا ألكسندرا كوراشفيلي 6–4، 6–3                      | أولغا يانتشوك فيكتوريا كان                | أليونا سوتنيكوفا جانا بوزنيخيرينكو             | هيلين بلسكينا أناستاسيا شوشينا كسينيا أولوكان كامليا كيريمبايفا         |
| 21 سبتمبر | بطولة كولمان فيجن للتنس ألباكركي، الولايات المتحدة ملعب صلب $75٬000 فردي – زوجي                    | ميكايلا كرايتشيك 6–7(2–7)، 7–6(7–3)، 7–5                      | نايومي برودي                              | أمرا ساديكوفيتش جوليا بوسوروب                  | أن صوفي ميستاتش تاميرا باسيك فانيا كينغ آنا تاتيشفيلي                   |
| 21 سبتمبر | بطولة كولمان فيجن للتنس ألباكركي، الولايات المتحدة ملعب صلب $75٬000 فردي – زوجي                    | باولا كريستينا غونسالفيس ساناز ماراند 4–6، 6–2، [10–3]        | تاميرا باسيك آنا تاتيشفيلي                | أمرا ساديكوفيتش جوليا بوسوروب                  | أن صوفي ميستاتش تاميرا باسيك فانيا كينغ آنا تاتيشفيلي                   |
| 21 سبتمبر | إنترناشيونال فيمينيل مونتيري مونتيري، المكسيك ملعب صلب $50٬000 فردي – زوجي                         | يساليني بونافنتور 6–1، 6–2                                    | مونتسيرات غونزاليس                        | مارسيلا زكرياس آنا فرلجيتش                     | آنا صوفيا سانشيز ايبك سويلو كريستيانا فيراندو مارينا ميلنيكوفا          |
| 21 سبتمبر | إنترناشيونال فيمينيل مونتيري مونتيري، المكسيك ملعب صلب $50٬000 فردي – زوجي                         | يساليني بونافنتور اليسي ميرتنز 6–4، 3–6، [11–9]               | مارينا ميلنيكوفا ماندي مينلا              | مارسيلا زكرياس آنا فرلجيتش                     | آنا صوفيا سانشيز ايبك سويلو كريستيانا فيراندو مارينا ميلنيكوفا          |
| 21 سبتمبر | بوتشا، أوكرانيا ملعب ترابي $25٬000 قرعة المباريات الفردية والزوجية                                 | كريستينا كوكوفا 4–6، 7–6(7–5)، 6–0                            | ألكسندرا كادانتو                          | أولغا يانتشوك تشالا بويوكاكاتشاي               | ديا هردجلاش فيكتوريا كان فالينتينا إيفاخنينكو غانا بوزنيخيرينكو         |
| 21 سبتمبر | بوتشا، أوكرانيا ملعب ترابي $25٬000 قرعة المباريات الفردية والزوجية                                 | إيكاترين جورجودزي صوفيا شاباتافا 7–5، 6–2                     | أولغا يانتشوك أناستاسيا فاسيليفا          | أولغا يانتشوك تشالا بويوكاكاتشاي               | ديا هردجلاش فيكتوريا كان فالينتينا إيفاخنينكو غانا بوزنيخيرينكو         |
| 21 سبتمبر | بانكوك، تايلاند ملعب صلب $15،000 قرعة المباريات الفردية والزوجية                                   | هيروكو كواتا 6–3، 7–6(7–4)                                    | بونياوي ثامشايوات                         | لو بولو نوبون ليرتشيواكارن                     | نودنيدا لوانجنام يوكي تاناكا شانيل سيموندز كامونوان بويايام             |
| 21 سبتمبر | بانكوك، تايلاند ملعب صلب $15،000 قرعة المباريات الفردية والزوجية                                   | هيروكو كواتا أياكا أوكونو 2–6، 6–1، [10–6]                    | مانا أيوكاوا يوكي تاناكا                  | لو بولو نوبون ليرتشيواكارن                     | نودنيدا لوانجنام يوكي تاناكا شانيل سيموندز كامونوان بويايام             |
| 21 سبتمبر | الجزائر (مدينة)، الجزائر ملعب ترابي $10،000 قرعة المباريات الفردية والزوجية                        | هارموني تان 7–5، 7–5                                          | أماندين كازو                              | ديبورا كيرفس كاساندرا دافيسني                  | أميرة بنايسة آشا ناندا كومار نورا نيدميرس كيرستين بيكل                  |
| 21 سبتمبر | الجزائر (مدينة)، الجزائر ملعب ترابي $10،000 قرعة المباريات الفردية والزوجية                        | ديبورا كيرفس مارين بارتاود 3–6، 6–2، [10–2]                   | أماندين كازو نورا نيدميرس                 | ديبورا كيرفس كاساندرا دافيسني                  | أميرة بنايسة آشا ناندا كومار نورا نيدميرس كيرستين بيكل                  |
| 21 سبتمبر | سان كارلوس سنترو، الأرجنتين ملعب ترابي $10،000 قرعة المباريات الفردية والزوجية                     | إدواردو بياي 6–1، 2–6، 6–3                                    | دانييلا سيغيل                             | ناتالي كوراتا كاتالينا بيلا                    | ناتاليا روسي صوفيا ليويني جيوفانا توميتا غوادالوبي بيريز روجاس          |
| 21 سبتمبر | سان كارلوس سنترو، الأرجنتين ملعب ترابي $10،000 قرعة المباريات الفردية والزوجية                     | ماريا فرناندا ألفاريز تيران كاتالينا بيلا 6–2، 6–0            | باربرا غاتيكا ستيفاني مارييل بيتيت        | ناتالي كوراتا كاتالينا بيلا                    | ناتاليا روسي صوفيا ليويني جيوفانا توميتا غوادالوبي بيريز روجاس          |
| 21 سبتمبر | فارنا (بلغاريا) ملعب ترابي $10،000 قرعة المباريات الفردية والزوجية                                 | إيزابيلا شنيكوفا 7–6(7–2)، 6–4                                | إيرينا ماريا بارا                         | أوانا جورجيتا سيميون بيتيا أرشينكوفا           | كريستينا أداميسكو كارولين أوبلهور آنا ماخوركينا فيكتوريا توموفا         |
| 21 سبتمبر | فارنا (بلغاريا) ملعب ترابي $10،000 قرعة المباريات الفردية والزوجية                                 | إيرينا ماريا بارا إيزابيلا شنيكوفا 7–5، 4–6، [10–4]           | خوليتا إستابل آنا فيكتوريا جوبي مونلاو    | أوانا جورجيتا سيميون بيتيا أرشينكوفا           | كريستينا أداميسكو كارولين أوبلهور آنا ماخوركينا فيكتوريا توموفا         |
| 21 سبتمبر | بول، كرواتيا ملعب ترابي $10،000 قرعة المباريات الفردية والزوجية                                    | إيفا بريموراك 6–2، 6–2                                        | ناتاليا فاجدوفا                           | ميلاني ستوك لينا جيورتشيسكا                    | آنا توراتي سزابينا سزلافيكوفيكس بولونا ريبرشاك ماندي واجيميكير          |
| 21 سبتمبر | بول، كرواتيا ملعب ترابي $10،000 قرعة المباريات الفردية والزوجية                                    | ماريانا درازيتش لينا جيورتشيسكا 7–6(7–5)، 6–3                 | جوليا وتشاسيك ماندي واجيميكير             | ميلاني ستوك لينا جيورتشيسكا                    | آنا توراتي سزابينا سزلافيكوفيكس بولونا ريبرشاك ماندي واجيميكير          |
| 21 سبتمبر | برنو، جمهورية التشيك ملعب ترابي $10،000 قرعة المباريات الفردية والزوجية                            | تمارا كورباتش 4–6، 7–6(7–3)، 7–6(7–3)                         | فيندولا جوفينكوفا                         | أغنيس بوكتا جابرييلا بانتوتشكوفا               | إيكاترينا ألكسندروفا تيريزا ماليكوفا لينكا جريكوفا ديانا شوموفا         |
| 21 سبتمبر | برنو، جمهورية التشيك ملعب ترابي $10،000 قرعة المباريات الفردية والزوجية                            | كريستينا هربالوفا نيكولا تومانوفي 6–2، 2–6، [11–9]            | أغنيس بوكتا فيرونيكا دوماجالا             | أغنيس بوكتا جابرييلا بانتوتشكوفا               | إيكاترينا ألكسندروفا تيريزا ماليكوفا لينكا جريكوفا ديانا شوموفا         |
| 21 سبتمبر | شرم الشيخ، مصر ملعب صلب $10،000 قرعة المباريات الفردية والزوجية                                    | فيكتوريا كوزموفا 7–6(7–4)، 7–5                                | فريا كريستي                               | آنا بيانكا ميهايلا لو جياشي                    | كسينيا بيكر أناستاسيا سايتوفا بريندا نجوكي سابينا شايدولينا             |
| 21 سبتمبر | شرم الشيخ، مصر ملعب صلب $10،000 قرعة المباريات الفردية والزوجية                                    | لو جياشي مارتينا برادوفا 7–5، 7–5                             | ليزاڤيتا هانشاروفا آنا بروتشاتشي          | آنا بيانكا ميهايلا لو جياشي                    | كسينيا بيكر أناستاسيا سايتوفا بريندا نجوكي سابينا شايدولينا             |
| 21 سبتمبر | حيدر أباد، الهند ملعب ترابي $10،000 قرعة المباريات الفردية والزوجية                                | فاطمة النبهاني 6–3، 6–1                                       | ريشيكا سانكارا                            | ريا بهاتيا بريرنا بامبري                       | نيدهي تشيلومولا برارتانا ثومبار برانجالا يادلابالي سري بيدي ريدي        |
| 21 سبتمبر | حيدر أباد، الهند ملعب ترابي $10،000 قرعة المباريات الفردية والزوجية                                | شارمادا بالو برارتانا ثومبار 2–6، 6–3، [12–10]                | نيدهي تشيلومولا ريشيكا سانكارا            | ريا بهاتيا بريرنا بامبري                       | نيدهي تشيلومولا برارتانا ثومبار برانجالا يادلابالي سري بيدي ريدي        |
| 21 سبتمبر | سولو، إندونيسيا ملعب صلب $10،000 قرعة المباريات الفردية والزوجية                                   | تشايين أويفيك 6–4، 5–7، 6–2                                   | لي بي-تشي                                 | بياتريس جوموليا كانامي تسوجي                   | ذروثي تاتاشار فينوجوبال يورينا كوشينو هيرونو واتانابي تشانغ يوكين       |
| 21 سبتمبر | سولو، إندونيسيا ملعب صلب $10،000 قرعة المباريات الفردية والزوجية                                   | بياتريس جوموليا جيسي رومبيس 6–3، 7–5                          | جوايريا نوردين فيتا تاهر                  | بياتريس جوموليا كانامي تسوجي                   | ذروثي تاتاشار فينوجوبال يورينا كوشينو هيرونو واتانابي تشانغ يوكين       |
| 21 سبتمبر | بولا، إيطاليا ملعب ترابي $10،000 قرعة المباريات الفردية والزوجية                                   | جيسيكا بيري 6–1، 3–6، 6–4                                     | بيانكا توراتي                             | أماندا كاريراس ستيفانيا روبيني                 | مارتينا سباجاريلي كاميلا سكالا كيمبرلي زيمرمان تيس سوغنوكس              |
| 21 سبتمبر | بولا، إيطاليا ملعب ترابي $10،000 قرعة المباريات الفردية والزوجية                                   | لودميلا صامسونوفا بيانكا توراتي 6–4، 6–2                      | إنديا ماجن تيس سوغنوكس                    | أماندا كاريراس ستيفانيا روبيني                 | مارتينا سباجاريلي كاميلا سكالا كيمبرلي زيمرمان تيس سوغنوكس              |
| 21 سبتمبر | مدريد، إسبانيا ملعب صلب $10،000 قرعة المباريات الفردية والزوجية                                    | كاتي سوان 6–7(5–7)، 6–2، 6–3                                  | كريستينا سانشيز كوينتانار                 | ريبيكا ماساروفا إستريلا كابيزا كانديلا         | إستلا بيريز سوماريبا إيفا غيريرو ألفاريز إيزابيل والاس كريستينا بوكشا   |
| 21 سبتمبر | مدريد، إسبانيا ملعب صلب $10،000 قرعة المباريات الفردية والزوجية                                    | إستريلا كابيزا كانديلا كريستينا سانشيز كوينتانار 6–4، 6–3     | ماريا مارتينيز مارتينيز أولغا سايز لاررا  | ريبيكا ماساروفا إستريلا كابيزا كانديلا         | إستلا بيريز سوماريبا إيفا غيريرو ألفاريز إيزابيل والاس كريستينا بوكشا   |
| 21 سبتمبر | ميناء القنطاوي، تونس ملعب صلب $10،000 قرعة المباريات الفردية والزوجية                              | كارولين روميو 6–3، 1–6، 6–0                                   | يانا سيزيكوفا                             | أنيت مونوزوفا دانا كريمر                       | شارلوت رومير جوزيفين بواليم بويانا مارينكوفيتش أولغا دوروشينا           |
| 21 سبتمبر | ميناء القنطاوي، تونس ملعب صلب $10،000 قرعة المباريات الفردية والزوجية                              | أولغا دوروشينا يانا سيزيكوفا 6–2، 6–2                         | ليزا-ماري ماتشكه أناستاسيا شليبستوفا      | أنيت مونوزوفا دانا كريمر                       | شارلوت رومير جوزيفين بواليم بويانا مارينكوفيتش أولغا دوروشينا           |
| 21 سبتمبر | أنطاليا، تركيا ملعب صلب $10،000 قرعة المباريات الفردية والزوجية                                    | فيفيان يوهاتسوفا 5–7، 6–2، 6–4                                | جوليا ستاماتوفا                           | فاني أوستلوند شانتال شكاملوفا                  | كاثينكا فون ديكمان أيميت أوزكاتيغوي آيلا أكسو جيل نورا إنغلمان          |
| 21 سبتمبر | أنطاليا، تركيا ملعب صلب $10،000 قرعة المباريات الفردية والزوجية                                    | آيلا أكسو جوليا ستاماتوفا 7–5، 6–3                            | تمارا كوبكوفا إيلينا نيبيلي               | فاني أوستلوند شانتال شكاملوفا                  | كاثينكا فون ديكمان أيميت أوزكاتيغوي آيلا أكسو جيل نورا إنغلمان          |
| 28 سبتمبر | Zhuhai ITF Women's Pro Circuit زوهاي، الصين ملعب صلب $50،000 Singles – Doubles                     | تشانغ كاي تشن 4–6، 1–6، 7–6(7–0)                              | تشانغ يوكسوان                             | تشانغ لينغ شو شيلين                            | ريكو ساوياناغي ميو كاتو تشانغ شواي لي ياه-هسوان                         |
| 28 سبتمبر | Zhuhai ITF Women's Pro Circuit زوهاي، الصين ملعب صلب $50،000 Singles – Doubles                     | شو شيلين يو إكسياودي 3–6، 2–6، [10–4]                         | إيرينا خروماتشيفا إميلي ويبلي سميث        | تشانغ لينغ شو شيلين                            | ريكو ساوياناغي ميو كاتو تشانغ شواي لي ياه-هسوان                         |
| 28 سبتمبر | Abierto Victoria فيكتوريا، المكسيك ملعب صلب $50،000 Singles – Doubles                              | اليسي ميرتنز 4–6، 3–6                                         | أماندين هيس                               | مارسيلا زكرياس بولين بارمنتييه                 | لورديس دومينغيز لينو كريستي آهن غابرييلا سي ناديه بودوروسكا             |
| 28 سبتمبر | Abierto Victoria فيكتوريا، المكسيك ملعب صلب $50،000 Singles – Doubles                              | يساليني بونافنتور اليسي ميرتنز 4–6، 6–4، [10–6]               | ماريا إيروغيين باربورا كرجتشيكوفا         | مارسيلا زكرياس بولين بارمنتييه                 | لورديس دومينغيز لينو كريستي آهن غابرييلا سي ناديه بودوروسكا             |
| 28 سبتمبر | Red Rock Pro Open لاس فيغاس، الولايات المتحدة ملعب صلب $50،000 Singles – Doubles                   | ميكايلا كرايتشيك 3–6، 1–6                                     | شيلبي روجرز                               | نيكول غيبس رومينا أوبراندي                     | ماندي مينلا أليكسا جلاتش جينيفر برادي آنا تاتيشفيلي                     |
| 28 سبتمبر | Red Rock Pro Open لاس فيغاس، الولايات المتحدة ملعب صلب $50،000 Singles – Doubles                   | جوليا بوسوروب نيكول غيبس 3–6، 4–6                             | باولا كريستينا غونسالفيس ساناز ماراند     | نيكول غيبس رومينا أوبراندي                     | ماندي مينلا أليكسا جلاتش جينيفر برادي آنا تاتيشفيلي                     |
| 28 سبتمبر | كليرمون فيران، فرنسا ملعب صلب (indoor) $25،000 قرعة المباريات الفردية والزوجية                     | بولينا ليكينا 4–6، 6–3، 6–4                                   | فيكتوريا غولوبيتش                         | أولغا فريدمن ميرتل جورج                        | بريسكيلا هيس ماتيلد يوهانسون جولي كوين يانا فيت                         |
| 28 سبتمبر | كليرمون فيران، فرنسا ملعب صلب (indoor) $25،000 قرعة المباريات الفردية والزوجية                     | أناستاسيا كوماردينا نينا ستويانوفيتش 6–2، 6–1                 | إلين بويكنس إيفا واكانو                   | أولغا فريدمن ميرتل جورج                        | بريسكيلا هيس ماتيلد يوهانسون جولي كوين يانا فيت                         |
| 28 سبتمبر | تود هيدز، أستراليا ملعب صلب 15،000 دولار قرعة المباريات الفردية والزوجية                           | دلما جالفي 6–2، 3–6، 6–1                                      | ستورم ساندرز                              | كاتي دان ماريانا زاكارليوك                     | تامي باترسون بريسكيلا هون بيا كونينغ نايكثا بينز                        |
| 28 سبتمبر | تود هيدز، أستراليا ملعب صلب 15،000 دولار قرعة المباريات الفردية والزوجية                           | كيمبرلي بيريل تامي باترسون 6–7(3–7)، 6–3، [10–8]              | دلما جالفي بريسكيلا هون                   | كاتي دان ماريانا زاكارليوك                     | تامي باترسون بريسكيلا هون بيا كونينغ نايكثا بينز                        |
| 28 سبتمبر | بانكوك، تايلاند ملعب صلب 15،000 دولار قرعة المباريات الفردية والزوجية                              | كامونوان بوايام 6–1، 4–6، 6–2                                 | فرنيا وونجتينتشاي                         | أياكا أوكونو تشوي جي-هي                        | أليس باكوي نيشا ليرتبيتاكسينتشاي كيني ليسن إيما لين                     |
| 28 سبتمبر | بانكوك، تايلاند ملعب صلب 15،000 دولار قرعة المباريات الفردية والزوجية                              | تشوي جي-هي بينجتارن بليبويتش 7–5، 6–3                         | شو تشينغ ون إيما لين                      | أياكا أوكونو تشوي جي-هي                        | أليس باكوي نيشا ليرتبيتاكسينتشاي كيني ليسن إيما لين                     |
| 28 سبتمبر | سانتا في، الأرجنتين ملعب ترابي 10،000 دولار قرعة المباريات الفردية والزوجية                        | دانييلا سيغيل 6–2، 6–1                                        | ماريا فرناندا ألفاريز تيران               | ناتالي كوراتا لورا بيجوسي                      | يوجينيا جانجا كاتالينا بيلا باربارا جاتيكا إدواردا بياي                 |
| 28 سبتمبر | سانتا في، الأرجنتين ملعب ترابي 10،000 دولار قرعة المباريات الفردية والزوجية                        | ماريا فرناندا ألفاريز تيران لورا بيجوسي 2–6، 6–2، [10–3]      | كاتالينا بيلا دانييلا سيغيل               | ناتالي كوراتا لورا بيجوسي                      | يوجينيا جانجا كاتالينا بيلا باربارا جاتيكا إدواردا بياي                 |
| 28 سبتمبر | سوزوبول، بلغاريا ملعب صلب $10٬000 قرعة المباريات الفردية والزوجية                                  | إيزابيلا شنيكوفا 6–3، 3–0، انسحاب                             | مارجو ييروليموس                           | أندريا روسكا فيكتوريا توموفا                   | جوليا تيرزييسكا خوليتا إستابله لويزا ماري هوبر أميلي إنترت              |
| 28 سبتمبر | سوزوبول، بلغاريا ملعب صلب $10٬000 قرعة المباريات الفردية والزوجية                                  | إيزابيلا شنيكوفا جوليا تيرزييسكا 6–2، 6–1                     | آنا كلاسون شارلوت كلاسون                  | أندريا روسكا فيكتوريا توموفا                   | جوليا تيرزييسكا خوليتا إستابله لويزا ماري هوبر أميلي إنترت              |
| 28 سبتمبر | شرم الشيخ، مصر ملعب صلب $10٬000 قرعة المباريات الفردية والزوجية                                    | فيكتوريا كوزموفا 6–2، 6–1                                     | لو جياشي                                  | هيلين شولسين جاكلين كاباج أواد                 | ميلاني كلافنير بولينا شارنيك سيسيل ميليستد آنا بيانكا ميهيلا            |
| 28 سبتمبر | شرم الشيخ، مصر ملعب صلب $10٬000 قرعة المباريات الفردية والزوجية                                    | فارفارا فلينك فيرونيكا ميروشنيشنكو 6–3، 6–4                   | جاكلين كاباج أواد مارتينا بيرادوفا        | هيلين شولسين جاكلين كاباج أواد                 | ميلاني كلافنير بولينا شارنيك سيسيل ميليستد آنا بيانكا ميهيلا            |
| 28 سبتمبر | جاكرتا، إندونيسيا ملعب صلب $10،000 قرعة المباريات الفردية والزوجية                                 | كانامي تسوجي 6–3، 6–4                                         | شاين إيفايك                               | هيرونو واتانابي لي بي-تشي                      | هاروكا كاجي ميزونو كيجما ديريا نور حليزة زانج يوكين                     |
| 28 سبتمبر | جاكرتا، إندونيسيا ملعب صلب $10،000 قرعة المباريات الفردية والزوجية                                 | بياتريس جوموليا جيسي رومبيس 6–4، 7–6(7–4)                     | هاين أوغاتا دروثي تاتشار فينوغوبال        | هيرونو واتانابي لي بي-تشي                      | هاروكا كاجي ميزونو كيجما ديريا نور حليزة زانج يوكين                     |
| 28 سبتمبر | بولا، إيطاليا ملعب ترابي $10،000 قرعة المباريات الفردية والزوجية                                   | مارتينا تريفيسان 7–5، 3–6، 6–1                                | أناستازيا جريمالسكا                       | مارتينا دي جوزيبي كاميلا روساتيلو              | جايد سوفريجن بيانكا توراتي ستيفانيا روبيني مارتينا سبغيريلي             |
| 28 سبتمبر | بولا، إيطاليا ملعب ترابي $10،000 قرعة المباريات الفردية والزوجية                                   | أليس بالدوتشي مارتينا دي جوزيبي Walkover                      | كورينا دينتوني أناستازيا جريمالسكا        | مارتينا دي جوزيبي كاميلا روساتيلو              | جايد سوفريجن بيانكا توراتي ستيفانيا روبيني مارتينا سبغيريلي             |
| 28 سبتمبر | لا فال د'أويتشو، إسبانيا ملعب ترابي $10،000 قرعة المباريات الفردية والزوجية                        | إستريلا كابيزا كانديلا 7–6(7–5)، 6–2                          | ألكسندرا كوراشفيلي                        | أندريا غاميز إيزابيل والاس                     | أماندين كازو إيريني بورييو إسكوريهويلا أليس سافوريتي أماندا كاريراس     |
| 28 سبتمبر | لا فال د'أويتشو، إسبانيا ملعب ترابي $10،000 قرعة المباريات الفردية والزوجية                        | أماندا كاريراس أليس سافوريتي 6–1، 6–2                         | ماريا كانييرو بيريز ماريا جوتيريز كاراسكو | أندريا غاميز إيزابيل والاس                     | أماندين كازو إيريني بورييو إسكوريهويلا أليس سافوريتي أماندا كاريراس     |
| 28 سبتمبر | مرسى القنطاوي، تونس ملعب صلب $10،000 قرعة المباريات الفردية والزوجية                               | فالنتيني جراماتيكوبولو 2–6، 6–2، 6–3                          | كارولين روميو                             | يانا سيزيكوفا يلينا سيميتش                     | شيراز بشري إينيس مورتا سادافموه توليبوفا بويانا مارينكوفيتش             |
| 28 سبتمبر | مرسى القنطاوي، تونس ملعب صلب $10،000 قرعة المباريات الفردية والزوجية                               | فالنتيني جراماتيكوبولو يلينا سيميتش 4–6، 6–4، [10–6]          | أنيت مونوزوفا يانا سيزيكوفا               | يانا سيزيكوفا يلينا سيميتش                     | شيراز بشري إينيس مورتا سادافموه توليبوفا بويانا مارينكوفيتش             |
| 28 سبتمبر | أنطاليا، تركيا ملعب صلب $10،000 قرعة المباريات الفردية والزوجية                                    | أرينا سابالينكا 6–3، 7–5                                      | دايانا نيجرينو                            | فيفيين يوهاسزوفا جوليا ستاماتوفا               | ناستجا كولار إينا كاجيفيتش إيلزي هاتينغ إميلي فرانكاي                   |
| 28 سبتمبر | أنطاليا، تركيا ملعب صلب $10،000 قرعة المباريات الفردية والزوجية                                    | فيفيين يوهاسزوفا أرينا سابالينكا 6–1، 6–3                     | أيلا أكسو أنيتا حساريفيتش                 | فيفيين يوهاسزوفا جوليا ستاماتوفا               | ناستجا كولار إينا كاجيفيتش إيلزي هاتينغ إميلي فرانكاي                   |
| 28 سبتمبر | تشارلستون، الولايات المتحدة ملعب ترابي $10،000 قرعة المباريات الفردية والزوجية                     | لم تكتمل مسابقة الفردي بسبب فيضانات مفاجئة في المنطقة         | كارولين برايس                             | سامانثا هاريس ألريكك إيكري مارتينا فرانتوفا    | جوانا فال كوستا جيد لويس إليكسان ليشيميا فرانشيسكا دي لورينزو           |
| 28 سبتمبر | تشارلستون، الولايات المتحدة ملعب ترابي $10،000 قرعة المباريات الفردية والزوجية                     | لم تكتمل مسابقة الزوجي بسبب فيضانات مفاجئة في المنطقة         |                                           | سامانثا هاريس ألريكك إيكري مارتينا فرانتوفا    | جوانا فال كوستا جيد لويس إليكسان ليشيميا فرانشيسكا دي لورينزو           |

## الروابط الخارجية
- "10،600 لاعبة، 1135 حدثًا: جولة الاتحاد الدولي لكرة المضرب العالمية للسيدات لعام 2023 بالأرقام". الاتحاد الدولي لكرة المضرب. اطلع عليه بتاريخ 2024-01-02.
- "أجندة جولة الاتحاد الدولي لكرة المضرب العالمية للسيدات". الاتحاد الدولي لكرة المضرب. اطلع عليه بتاريخ 2024-01-02.
- الاتحاد الدولي لكرة المضرب